# Liste der Stolpersteine in Viersen

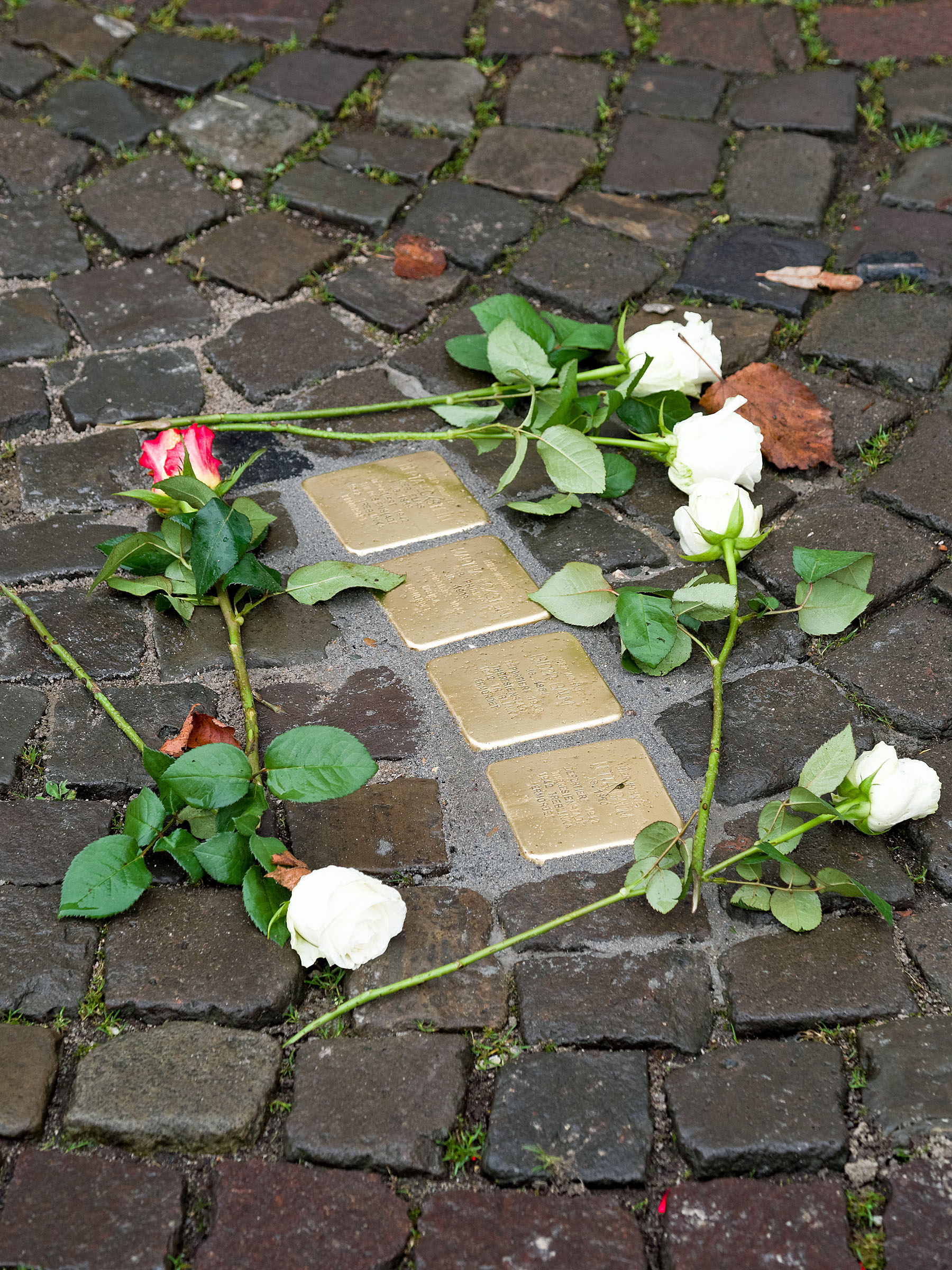
Stolperstein-Verlegung in Süchteln (Verlegung am 5. Dezember 2018, Lindenplatz 2a)

Die Liste der Stolpersteine in Viersen enthält alle Stolpersteine und Stolperschwellen, die Gunter Demnig im Rahmen seines gleichnamigen Projekts in Viersen verlegte. Mit ihnen soll an Opfer des Nationalsozialismus erinnert werden, die in Viersen lebten und wirkten.
Deportationen aus ganzen Regierungsbezirk Düsseldorf fanden vom Güterbahnhof Düsseldorf-Derendorf aus statt.
Am Abend vor der Abfahrt mussten sich die jüdischen Menschen im Schlachthof an der Rather Straße einfinden, wo sie registriert und mittels Leibesvisitationen ausgeraubt wurden. Am nächsten Tag mussten sie zu den Verladerampen gehen, wo Personenwagen 3. Klasse standen. Die Deportationen starteten in vier Großtransporten mit jeweils ca. 1.000 Menschen: 27. Oktober 1941 ins Ghetto Litzmannstadt (1.003 Menschen); am 10. November 1941 ins Ghetto Minsk (993 Menschen); am 11. Dezember 1941 ins Ghetto Riga (1.007) und am 22. April 1942 ins Ghetto Izbica bei Lublin (1.051).
Siehe auch Deportation von Juden aus Deutschland

## Verlegte Stolpersteine
- Karte mit allen Koordinaten:
- OSM |
- WikiMap

Hinweise zur Benutzung der Auflistung:
Die Liste führt die verlegten Stolpersteine auf, nennt Namen und Lebensdaten der Person, Ort und Datum der Verlegung, die auf dem Stein zu lesende Inschrift und zeigt jeweils ein Foto des beschriebenen Stolpersteins. Dazu führt die Liste Informationen zur Person auf sowie, in den Fußnoten, auch Informationen zu den genannten verwandten Personen.
- Die Liste ist teils sortierbar gestaltet. Die Sortierung nach dem Alphabet wird durch das Anklicken der beiden Dreiecke in den Spalten erreicht.
- Mit ♁ (Lage) oder der Weltkugel lassen sich die Koordinaten mit Kartendiensten anzeigen.
- Hochgestellte Zahlen im Text bedeuten einen Link: Hochgestellte Zahlen in eckigen Klammern verweisen auf einen Einzelnachweis (Beleg) für die Information.
- Blau hinterlegte Wörter sind als Links zu anderen Wikipediaartikeln oder auch als Links innerhalb dieser Liste hinterlegt.

### Dülken
| Adresse                   | Verlege- datum | Person, Inschrift | Bild                                                        | Anmerkung |
| ------------------------- | -------------- | --- | ----------------------------------------------------------- | --- |
| Alter Markt 14 ·          | 14. Jan. 2009  | Hier wohnte Alfred Stern Jg. 1880 Deportiert 1941 Ermordet im Ghetto Riga | Stolperstein Viersen: Stern, Alfred                         | Alfred Stern wurde am 11.02.1880 als Sohn von Leeser und Bertha Stern in Langendreer geboren. Am 11.12.1941 wurde er ab Düsseldorf ins Ghetto Riga deportiert, wo er ermordet wurde. |
| Alter Markt 14 ·          | 14. Jan. 2009  | Hier wohnte Paul Stern Jg. 1884 Deportiert 1941 Ermordet im Ghetto Riga | Stolperstein Viersen: Stern, Paul                           | Paul Stern wurde am 26.02.1884 in Dülken geboren. Am 15.06.1942 wurde er ab Düsseldorf ins Vernichtungslager Sobibor deportiert, wo er ermordet wurde. |
| Alter Markt 14 ·          | 14. Jan. 2009  | Hier wohnte Alma Stern Geb. Rosenbaum Jg. 1885 Deportiert 1941 Ermordet im Ghetto Riga                                                                                             | Stolperstein Viersen: Stern, Alma                           | Alma Rosenbaum wurde am 16.05.1885 in Witten geboren. Am 15.06.1942 wurde sie ab Düsseldorf ins Vernichtungslager Sobibor deportiert, wo sie ermordet wurde. |
| Hospitalstraße 56 ·       | 6. Juni 2025   | Hier wohnte Heinrich Hillebrandt Jg. 1900 Im Widerstand/ Faud Verhaftet 1935 ´Vorbereitung Hochverrat` Bis 1942 Mehrere Gefängnisse/ Zuchthäuser 1944 Strafbataillion 999 Überlebt | Stolperstein Viersen Hospitalstraße 56 Heinrich Hillebrand  | Heinrich Hillebrandt wurde am 06.12.1900 geboren, als Beruf wird Schlosser sowie Schwimmmeister angegeben. Er heiratete Josefine Seegers, Kinder sind nicht bekannt. Heinrich war Funktionär in der Freien Arbeiter-Union Deutschlands (FAUD). Er brachte viele Flüchtlinge über die Grenze in die Niederlande, schmuggelte regelmäßig Anti-NS-Zeitungen über Venlo ins Deutsche Reich und verteilte selbst Exemplare in Dülken und Mönchengladbach. Ein Gestapo-Spitzel in der befreundeten Mönchen-Gladbacher Gruppe denunzierte den Kreis um Heinrich Hillebrandt, 1935 wurde er verhaftet und wegen „Vorbereitung zum Hochverrat“ zu sechs Jahren Zuchthaus verurteilt. Er wurde in verschiedenen Zuchthäusern von Berlin bis Hamburg misshandelt und 1944 dem Strafbataillon 999 zugeteilt. Heinrich und seine Ehefrau überlebten, sie wurden nach dem Krieg als „politisch Verfolgte des Naziregimes“ anerkannt. |
| Hospitalstraße 56 ·       | 6. Juni 2025   | Hier wohnte Josefine Hillebrandt Geb. Seegers Jg. 1899 Ausgegrenzt / Drangsaliert Überlebt                                                                                         | Stolperstein Viersen Hospitalstraße 56 Josefine Hillebrand  | Josefine Seegers wurde 1899 geboren, sie heiratete Heinrich Hillebrandt, Kinder sind nicht bekannt. Als Ehefrau eines Funktionärs in der Freien Arbeiter-Union Deutschlands (FAUD) wurde sie (wie auch ihr Ehemann) ausgegrenzt und drangsaliert, beide überlebten und wurden nach dem Krieg als „politisch Verfolgte des Naziregimes“ anerkannt. |
| Hühnermarkt 18 ·          | 14. Jan. 2009  | Hier wohnte Arno Hirsch Jg. 1931 Deportiert 1941 Ermordet im Ghetto Riga | Stolperstein Viersen: Hirsch, Arno                          | Arno Hirsch wurde am 15.03.1931 in Dülken geboren. Am 11.12.1941 wurde er ab Düsseldorf ins Ghetto Riga deportiert, wo er ermordet wurde. |
| Hühnermarkt 18 ·          | 14. Jan. 2009  | Hier wohnte Elfriede Hirsch Geb. Steuer Jg. 1899 Deportiert 1941 Ermordet im Ghetto Riga                                                                                           | Stolperstein Viersen: Hirsch, Elfriede                      | Elfriede Steuer wurde am 03.08.1899 in Dzwiniacz geboren. Am 11.12.1941 wurde sie ab Düsseldorf ins Ghetto Riga deportiert, wo sie ermordet wurde. |
| Hühnermarkt 18 ·          | 14. Jan. 2009  | Hier wohnte Max Hirsch Jg. 1933 Deportiert 1941 Ermordet im Ghetto Riga | Stolperstein Viersen: Hirsch, Max                           | Max Hirsch wurde am 18.05.1933 in Dülken geboren. Am 11.12.1941 wurde er ab Düsseldorf ins Ghetto Riga deportiert, wo er ermordet wurde. |
| Hühnermarkt 18 ·          | 14. Jan. 2009  | Hier wohnte Meyer Hirsch Jg. 1903 Deportiert 1941 Ermordet im Ghetto Riga | Stolperstein Viersen: Hirsch, Meyer                         | Meyer Hirsch wurde am 08.06.1903 in Tarnów geboren. Am 11.12.1941 wurde er ab Düsseldorf ins Ghetto Riga deportiert, wo er ermordet wurde. |
| Martin-Luther-Straße 25 · | 6. Juni 2025   | Hier wohnte Otto Bruch Jg. 1880 ´Schutzhaft` 1938 KZ Dachau Flucht 1939 Brasilien                                                                                                  | Stolperstein Viersen: Bruch, Otto                           | Otto Bruch wurde am 25.07.1880 als Sohn von Susmann Bruch und seiner Ehefrau Fanny, geb. Jansen in Boisheim geboren, als Beruf wird Viehhändler angegeben. Er heiratete am 25.10.1911 Selma Gerson, vier Kinder sind bekannt: Else, Erwin, Helmuth und Werner. Nach einer Schutzhaft 1938 im KZ Dachau flüchtelte Otto nach Brasilien, wo er am 29.07.1962 in Sao Paulo verstarb. |
| Martin-Luther-Straße 25 · | 6. Juni 2025   | Hier wohnte Selma Bruch Geb. Gerson Jg. 1880 Flucht 1939 Brasilien | Stolperstein Viersen: Bruch, Selma                          | Selma Gerson wurde am 25.07.1880 als Tochter von Josef und Carolina Gerson in Aldekerk geboren, als Beruf wird Hausfrau angegeben. Sie heiratete am 25.10.1911 Otto Bruch, vier Kinder sind bekannt: Else, Erwin, Helmuth und Werner. 1939 flüchtelte Selma mit dem Transferschiff Monte Rosanach nach Brasilien, wo sie am 30.09.1964 in Sao Paulo verstarb. |
| Martin-Luther-Straße 25 · | 6. Juni 2025   | Hier wohnte Else Strauss Geb. Bruch Jg. 1912 Flucht 1937 Brasilien | Stolperstein Viersen: Bruch, Else                           | Else Bruch wurde am 30.11.1912 als Tochter von Otto Bruch und seiner Ehefrau Selma Bruch, geb. Gerson in Dülken geboren. Drei Geschwister sind bekannt: Erwin, Helmuth und Werner. 1937 flüchtelte Else nach Brasilien, sie verstarb am 19.07.2006 in Chevra Kadish Butanta. |
| Martin-Luther-Straße 25 · | 6. Juni 2025   | Hier wohnte Erwin Bruch Jg. 1914 Flucht 1935 Holland / Belgien Interniert Westerbork Tot 1940                                                                                      | Stolperstein Viersen: Bruch, Erwin                          | Erwin Bruch wurde am 01.12.1914 als Sohn von Otto Bruch und seiner Ehefrau Selma Bruch, geb. Gerson in Dülken geboren. Drei Geschwister sind bekannt: Else, Helmuth und Werner. 1935 flüchtet Erwin über Arnheim nach Brüssel und wurde im Durchgangslager Westerbork interniert. 1940 beendete er sein Leben durch Suizid. |
| Martin-Luther-Straße 25 · | 6. Juni 2025   | Hier wohnte Helmuth Bruch Jg. 1917 Flucht Brasilien | Stolperstein Viersen: Bruch, Helmuth                        | Helmuth Bruch wurde am 02.09.1917 als Sohn von Otto Bruch und seiner Ehefrau Selma Bruch, geb. Gerson in Dülken geboren. Drei Geschwister sind bekannt: Else, Erwin und Werner. Am 17.11.1938 wurde er in das KZ Dachau eingeliefert und bereits knapp einen Monat später wieder entlassen. 1939 flüchtete er mit seinen Eltern auf dem Schiff Monte Rosa nach Brasilien, wo er am 26.05.1976 in Rolândia verstarb. |
| Martin-Luther-Straße 25 · | 6. Juni 2025   | Hier wohnte Werner Bruch Jg. 1921 ´Schutzhaft` 1938 KZ Dachau Flucht 1939 Brasilien                                                                                                | Stolperstein Viersen Martin-Luther-Straße 25 Werner Bruch   | Werner Bruch wurde am 28.08.1921 als Sohn von Otto Bruch und seiner Ehefrau Selma Bruch, geb. Gerson in Dülken geboren. Drei Geschwister sind bekannt: Else, Erwin und Helmuth. 1939 flüchtete er mit seinen Eltern auf dem Schiff Monte Rosa nach Brasilien. Dort arbeitete er als Mechaniker und Autoschlosser, kam zurück nach Deutschland und starb am 17.06.1972 in Köln. |
| Moselstraße 10 ·          | 6. Juni 2025   | Hier wohnte Hermann Dortans Jg. 1898 Im Widerstand / Faud Verhaftet 1937 ´Vorbereitung Hochverrat` Bis 1939 Mehrere Gefängnisse/Zuchthäuser 1943 Strafbatalllon Überlebt           | Stolperstein Viersen Moselstraße 10 Hermann Dortans         | Hermann Dortans wurde am 06.10.1898 als Sohn der unverheirateten Fabrikarbeiterin Maria Rütters in Dülken geboren. Nach der Heirat der Mutter mit Gerhard Dortans wurde dem Kind im nachhinein der Familienname Dortans beigegeben. 1916 wurde er zum Kriegsdienst eingezogen und erlebte bei Verdun, Chemin des Dames und in den Vogesen die Schrecken des ersten Weltkrieges. Er heiratete Maria Jansen, ein Sohn (Ernst) ist bekannt, als Beruf wird Metzger angegeben. 1922 wurde Hermann Mitglied sowie 1937 Funktionär der Freien Arbeiter-Union Deutschlands (FAUD). Weiterhin war er als Fluchthelfer für verfolgte Anti-Faschisten im Widerstand tätig. 1937 wurde er von der Gestapo verhaftet, in mehreren Gefängnissen und Zuchthäusern gefoltert, kam in ein Lager und bis zum Kriegsende in eine Strafkompanie. Nach dem Krieg trat Hermann der SPD bei, er war im Kreistag tätig, zeitweise stellvertretender Landrat. Von 1948 bis 1949 Bürgermeister in Dülken, lange Jahre stellvertretender Bürgermeister in Dülken und nach Umzug auch in Süchteln. 1969 Mitglied des Bundestages. Hermann verstarb am 08.08.1976 in Dülken, die Familie wurde nach dem Krieg als „politisch Verfolgte“ anerkannt. |
| Moselstraße 10 ·          | 6. Juni 2025   | Hier wohnte Maria Dortans Geb. Jansen Jg. 1904 Ausgegrenzt / Drangsaliert Überlebt                                                                                                 | Stolperstein Viersen Moselstraße 10 Maria Dortans           | Maria Jansen wurde 1904 geboren, sie heiratete Hermann Dortans, ein Sohn (Ernst) ist bekannt. Gemeinsam mit ihrem Ehemann führte sie eine Metzgerei in Dülken. Als Ehefrau eines Funktionärs in der Freien Arbeiter-Union Deutschlands (FAUD) wurde sie (wie die gesamte Familie) ausgegrenzt und drangsaliert, alle überlebten und wurden nach dem Krieg als „politisch Verfolgte des Naziregimes“ anerkannt. |
| Moselstraße 10 ·          | 6. Juni 2025   | Hier wohnte Ernst Dortans Jg. 1928 Ausgegrenzt / Drangsaliert Überlebt | Stolperstein Viersen Moselstraße 10 Ernst Dortans           | Ernst Dortans wurde am 31.05.1928 als Sohn von Hermann Dortans und seiner Ehefrau Maria Dortans, geb. Jansen in Dülken geboren. Als Sohn eines Funktionärs in der Freien Arbeiter-Union Deutschlands (FAUD) wurde er (wie die gesamte Familie) ausgegrenzt und drangsaliert, alle überlebten und wurden nach dem Krieg als „politisch Verfolgte des Naziregimes“ anerkannt. Ernst verstarb am 13.03.2013 in seinem Heimatort. |
| Rheindahlener Straße 38 · | 16. Juni 2021  | Hier wohnte Abraham Icak Brzozowski Jg. 1899 Von Nazis aus der Strassenbahn geworfen 7.4.1942 Tot an den Folgen 11.4.1942                                                          | Stolperstein Viersen: Brzozowski, Abraham Icak              | Abraham Icak Brzozowski wurde am 27.03.1899 als Sohn des jüdischen Fuhrunternehmers Ussera Brzozowski und seiner Frau Zeldy Brzozowski in Warschau geboren. Er heiratete am 26.04.1929 in Köln-Nippes Wilhelmine Gärtner, zwei Kinder sind bekannt: Ernst-Karl und Johanna (*11.12.1928, †1930). Abraham Icak konvertierte zum Christentum und wurde am 04.03.1934 evangelisch getauft. Am 07.04.1942 wird er von Nazis zwischen Dülken und Viersen aus der Straßenbahn geworfen und verstirbt am 11.04.1942 an den Folgen dieser Gewalttat. |
| Rheindahlener Straße 38 · | 16. Juni 2021  | Hier wohnte Wilhelmine Brzozowski geb. Gärtner Jg. 1904 Ausgegrenzt/Drangsaliert Überlebt                                                                                          | Stolperstein Viersen: Brzozowski, Wilhelmine                | Wilhelmine Gärtner wurde am 11.01.1904 in Dülken geboren, als Beruf wird Fabrikarbeiterin angegeben. Am 26.04.1929 heiratete sie Abraham Icak Brzozowski, zwei Kinder sind bekannt: Ernst-Karl und Johanna. Wegen ihrer Mischehe wird Wilhelmine ausgegrenzt und drangsaliert, überlebt aber das Dritte Reich. Wilhelmine verstirbt am 23.11.1983 in Dülken. |
| Rheindahlener Straße 38 · | 16. Juni 2021  | Hier wohnte Ernst-Karl Brzozowski Jg. 1933 Ausgegrenzt/Drangsaliert Überlebt | Stolperstein Viersen: Brzozowski, Ernst-Karl                | Ernst-Karl Brzozowski wird am 05.04.1933 als Sohn von Abraham Icak Brzozowski und seiner Ehefrau Wilhelmine Brzozowski, geb. Gärtner in Dülken geboren, eine Schwester (Johanna) ist bekannt. Als Halbjude wird Ernst-Karl ausgegrenzt und drangsaliert, überlebt aber das Dritte Reich. Am 20.01.1957 verstirbt Ernst-Karl nach einem Verkehrsunfall in Dülken. |
| Tilburgerstraße 22 ·      | 6. Juni 2025   | Hier wohnte Augusta Goldschmidt Geb. Bruch Jg. 1901 Flucht 1936 Holland Interniert 1942 Westerbork Deportiert 1943 Sobibor Ermordet 28.5.1943                                      | Stolperstein Viersen Tilburgerstraße 22 Augusta Goldschmidt | Augusta Bruch wurde am 10.08.1901 als Tochter von Hirsch Bruch und seiner Ehefrau Adele Bruch, geb. Rath in Dülken geboren, fünf Geschwister sind bekannt: Hilde, Artur, Erna, Ernst und Kurt. Augusta heiratete den Kölner Viehhändler Leo Goldschmidt, eine Tochter (Margot) ist bekannt. Nach der Flucht nach Holland wurde die Familie im Durchgangslager Westerbork interniert und ins KZ Sobibor deportiert, wo sie 1943 ermordet wurden. |
| Tilburgerstraße 22 ·      | 6. Juni 2025   | Hier wohnte Hilde Bruch Jg. 1904 Flucht 1933 England 1934 USA | Stolperstein Viersen: Bruch, Hilde                          | Hilde Bruch wurde am 11.03.1904 als Tochter von Hirsch Bruch und seiner Ehefrau Adele Bruch, geb. Rath in Dülken geboren, fünf Geschwister sind bekannt: Augusta, Artur, Erna, Ernst und Kurt. 1933 floh Hilde über England (1934) in die USA. Als Professorin wurde sie die Fachfrau für Magersucht bei jungen Mädchen. Sie galt international als brillante Psycho-Therapeutin. 1946 adoptierte sie ihren 13-jährigen Neffen Herbert, den einzigen Überlebenden ihres ältesten Bruders Rudolf. Hilde starb am 15.12.1984 in Houston/Texas. In Dülken gibt es eine Hilde-Bruch-Straße. |
| Tilburgerstraße 22 ·      | 6. Juni 2025   | Hier wohnte Artur Bruch Jg. 1906 Flucht 1939 England | Stolperstein Viersen Tilburgerstraße 22 Artur Bruch         | Artur Bruch wurde am 24.04.1906 als Sohn von Hirsch Bruch und seiner Ehefrau Adele Bruch, geb. Rath in Dülken geboren, fünf Geschwister sind bekannt: Augusta, Hilde, Erna, Ernst und Kurt. Artur floh 1939 mit Frau und Tochter nach England, wo er in die englische Armee eintrat und Berufssoldat wurde. Nach seiner Entlassung aus der britischen Armee betrieb er ein Taxiunternehmen. |
| Tilburgerstraße 22 ·      | 6. Juni 2025   | Hier wohnte Erna Bruch Verh. Ries Jg. 1907 Flucht 1933 Palästina 1938 USA | Stolperstein Viersen Tilburgerstraße 22 Erna Bruch          | Erna Bruch wurde am 10.08.1907 als Tochter von Hirsch Bruch und seiner Ehefrau Adele Bruch, geb. Rath in Dülken geboren, fünf Geschwister sind bekannt: Augusta, Hilde, Artur, Ernst und Kurt. Erna heiratete am 29.09.1933 Viktor Ries, 1933 emigrierte die Familie nach Palästina. Im Jahr 1939 kam Tochter Ayala (†1997) zur Welt, 1944 emigrierte die Familie in die USA. Nach ihrer Scheidung im Jahr 1962 heiratete Erna Dr. Harold White (†25.12.2000). Erna starb am 10.01.2001 in San Rafael. |
| Tilburgerstraße 22 ·      | 6. Juni 2025   | Hier wohnte Ernst Bruch Jg. 1909 ´Schutzhaft` 1938 KZ Dachau Flucht 1939 China 1940 USA                                                                                            | Stolperstein Viersen Tilburgerstraße 22 Ernst Bruch         | Ernst Bruch wurde am 09.10.1909 als Sohn von Hirsch Bruch und seiner Ehefrau Adele Bruch, geb. Rath in Dülken geboren, fünf Geschwister sind bekannt: Augusta, Hilde, Artur, Erna und Kurt. Ernst kam 1938 nach der Pogromnacht einen knappen Monat in Schutzhaft, er heiratete Else Gärtner. Die Familie emigrierte 1939 über Shanghai in die USA (1940), wo er sich als Farmer niederließ. Ernst verstarb am 26.12.1978 in Aurora (Illinois). |
| Tilburgerstraße 22 ·      | 6. Juni 2025   | Hier wohnte Kurt Bruch Jg. 1912 Flucht Frankreich USA | Stolperstein Viersen: Bruch, Kurt                           | Kurt Bruch wurde am 04.08.1912 als Sohn von Hirsch Bruch und seiner Ehefrau Adele Bruch, geb. Rath in Dülken geboren, fünf Geschwister sind bekannt: Augusta, Hilde, Artur, Erna und Ernst. Kurt verlor 1935 seine Lehrstelle in einem Kaufhaus, kellnerte in Frankreich. Er emigrierte in die USA, wo er zu einem erfolgreichen Hühnerzüchter wurde. |
| Schulstraße 18 ·          | 17. Dez. 2008  | Hier wohnte Helmut Hoffstadt Jg. 1920 Deportiert 1942 Ermordet in Riga | Stolperstein Viersen: Hoffstadt, Helmut                     | Helmut Hoffstadt wurde am 08.04.1920 als Sohn von Albert Hoffstadt und Selma Hoffstadt, geb. Mehler in Dülken geboren. Am 11.12.1941 wurde er ab Düsseldorf ins Ghetto Riga deportiert, wo er ermordet wurde. |
| Schulstraße 18 ·          | 17. Dez. 2008  | Hier wohnte Selma Hoffstadt Geb. Mehler Jg. 1890 Deportiert 1942 Ermordet in Riga                                                                                                  | Stolperstein Viersen: Hoffstadt, Selma                      | Selma Mehler wurde am 25.08.1890 in Dülken geboren, als Beruf wird Hausfrau angegeben. Sie heiratete Albert Hoffstadt, ein Sohn (Helmut (*08.04.1920)) ist bekannt. Am 11.12.1941 wurde sie ab Düsseldorf ins Ghetto Riga deportiert, wo sie ermordet wurde. |
| Viersener Straße 16 ·     | 16. Juni 2021  | Hier wohnte Maria Gerdes Jg. 1901 Seit 1925 eingewiesen in mehrere Heilanstalten 'Verlegt' 12.3.1943 Heilanstalt Altscherbitz Ermordet 14.7.1943                                   | Stolperstein Viersen: Gerdes, Maria                         | Maria Gerdes wurde am 16.12.1901 als Tochter von Johann Bernard Gerdes und seiner Ehefrau Anna Maria Gerdes, geb. Wans in Dülken geboren. Seit dem Tod ihres Vaters leidet Maria an Depressionen und wurde seit 1925 vom ärztlichen Leiter der Heil- und Pflegeanstalt Johannistal Dr. Karl Orthmann behandelt. Auf seine Veranlassung wurde Maria 1932 in die Heil- und Pflege-Anstalt „Dreifaltigkeitskloster“ Königshof bei Krefeld eingewiesen. Aus Kriegsgründen wurde sie am 20.01.1942 in die Zwischenanstalt Galkhausen verbracht. Mit einem Sammeltransport wurde Maria in die Landesheilanstalt Altscherbitz deportiert, wo verheerende Zustände herrschten. Am 14.07.1943 verstirbt Maria, als Diagnose wird Lungen - und Drüsentuberkulose bei Schizophrenie angegeben. |
| Viersener Straße 45 ·     | 14. Jan. 2009  | Hier wohnte Eva Marx Jg. 1876 Deportiert 1942 Ermordet in Theresienstadt | Stolperstein Viersen: Marx, Eva                             | Eva Marx wurde am 17.10.1876 (strittig: Lt. dieser Quelle wird als Geburtsdatum der 27.10.1875 angegeben) als Tochter von Markus Marx (*13.06.1833) und Amalia Marx, geb. Frank (*05.04.1837) in Dülken geboren, sieben Geschwister sind bekannt: Jonas (*28.04.1868, †01.06.1869), Jacobine (*15.07.1866, †unbekannt), Adele (*30.03.1870, †unbekannt), Sibilla (*03.07.1872, †unbekannt), Rosetta (*29.07.1874, Opfer der Shoah), Helene (*07.05.1879, †unbekannt) und Leopold (*28.11.1882, Opfer der Shoah). Am 25.07.1942 wurde sie ab Düsseldorf ins Ghetto Theresienstadt verbracht. Von dort aus wurde sie am 23.09.1942 ins Vernichtungslager Treblinka deportiert, wo sie ermordet wurde. |
| Viersener Straße 45 ·     | 14. Jan. 2009  | Hier wohnte Leopold Marx Jg. 1882 Deportiert 1941 Ermordet in Riga | Stolperstein Viersen Viersener Straße 45 Leopold Marx       | Leopold Marx wurde am 28.11.1882 als Sohn von Markus Marx (*13.06.1833) und Amalia Marx, geb. Frank (*05.04.1837) in Dülken geboren, sieben Geschwister sind bekannt: Jonas (*28.04.1868, †01.06.1869), Jacobine (*15.07.1866, †unbekannt), Adele (*30.03.1870, †unbekannt), Sibilla (*03.07.1872, †unbekannt), Rosetta (*29.07.1874, Opfer der Shoah), Helene (*07.05.1879, †unbekannt) und Eva (*17.10.1876, Opfer der Shoah). Er heiratete Erna Lifges, eine Tochter (Gisela) ist bekannt. Am 11.12.1941 wurde Leopold ab Düsseldorf ins Ghetto Riga deportiert, wo er ermordet wurde. Der Stolperstein von Leopold Marx wurde am 06.06.2025 ausgetauscht. |
| Viersener Straße 45 ·     | 14. Jan. 2009  | Hier wohnte Rosetta Marx Jg. 1874 Deportiert 1942 Ermordet in Theresienstadt | Stolperstein Viersen: Marx, Rosetta                         | Rosetta Marx wurde am 29.07.1874 als Tochter von Markus Marx (*13.06.1833) und Amalia Marx, geb. Frank (*05.04.1837) in Dülken geboren, sieben Geschwister sind bekannt: Jonas (*28.04.1868, †01.06.1869), Jacobine (*15.07.1866, †unbekannt), Adele (*30.03.1870, †unbekannt), Sibilla (*03.07.1872, †unbekannt), Leopold (*28.11.1882, Opfer der Shoah), Helene (*07.05.1879, †unbekannt) und Eva (*17.10.1876, Opfer der Shoah). Am 25.07.1942 wurde sie ab Düsseldorf mit dem Transport VII/2, Zug Da 71 (Deportationsnummer 732) ins Ghetto Theresienstadt verbracht. Von dort aus wurde sie am 23.09.1942 mit dem Transport Bq (Deportationsnummer 120) ins Vernichtungslager Treblinka deportiert, wo sie ermordet wurde. |
| Viersener Straße 47 ·     | 6. Juni 2025   | Hier wohnte Erna Marx Geb. Lifges Jg. 1892 Deportiert 1941 Ghetto Riga Ermordet | Stolperstein Viersen Viersener Straße 47 Erna Marx          | Erna Lifges wurde am 23.07.1892 in Süchteln geboren, sie heiratete Leopold Marx, eine Tochter (Gisela) ist bekannt. Am 11.12.1941 wurde Erna ab Düsseldorf ins Ghetto Riga deportiert, wo sie ermordet wurde. |
| Viersener Straße 47 ·     | 6. Juni 2025   | Hier wohnte Gisela Marx Jg. 1925 Kindertransport 1939 England USA | Stolperstein Viersen Viersener Straße 47 Gisela Marx        | Gisela Marx wurde am 24.04.1925 als Tochter von Leopold Marx und seiner Ehefrau Erna Marx, geb. Lifges in Dülken geboren. Die Familie beschloss, Gisela mit einem Kindertransport von Köln über Holland nach England zu schicken, wo sie am 25.08.1939 ankam. 1941 wurde sie zum Militärdienst eingezogen und arbeitete zunächst in einem Kinderkrankenhaus in London, später in einem amerikanischen Militärkrankenhaus in Surrey, wo sie verwundete amerikanische Soldaten pflegte. Nach dem Krieg ließ sich Gisela in New York (30.12.1954) nieder, wo sie als Krankenschwester, Aktenverwalterin und Chefsekretärin arbeitete. Sie heiratete 1958 John Peter Eden (1923–2013) beide siedelden nach Washington, D.C. über, wo Gisela am 20.08.2012 verstarb. |
| Waldnieler Straße 2 ·     | 16. Juni 2021  | Hier wohnte Berta Bruch geb. Zanders Jg. 1891 Deportiert 1941 Riga Ermordet | Stolperstein Viersen: Bruch, Berta                          | Berta Zanders wurde am 29.05.1891 in Bracht geboren. Kurz vor Ausbruch des Ersten Weltkriegs heiratete sie Leo Bruch, drei Kinder sind bekannt: Erich, Herbert und Irmgard. Leo, Berta und Irmgard wurden am 11.12.1941 ab Düsseldorf ins Ghetto Riga deportiert, wo Berta ermordet wurde. |
| Waldnieler Straße 2 ·     | 16. Juni 2021  | Hier wohnte Leo Bruch Jg. 1879 Deportiert 1941 Riga Ermordet 1943 | Stolperstein Viersen: Bruch, Leo                            | Leo Bruch wurde am 04.02.1879 in Boisheim geboren, als Beruf wird Viehhändler genannt. Kurz vor Ausbruch des Ersten Weltkriegs heiratete er Berta Zanders, drei Kinder sind bekannt: Erich, Herbert und Irmgard. Leo, Berta und Irmgard wurden am 11.12.1941 ab Düsseldorf ins Ghetto Riga deportiert, wo Leo im März 1943 ermordet wurde. |
| Waldnieler Straße 2 ·     | 16. Juni 2021  | Hier wohnte Irmgard Bruch Jg. 1925 Deportiert 1941 Riga 1944 Stutthof Ermordet | Stolperstein Viersen: Bruch, Irmgard                        | Irmgard Bruch wurde am 07.06.1925 als Tochter von Leo Bruch und seiner Ehefrau Berta Bruch, geb. Zanders in Insterburg geboren, als Beruf wird Krankenschwester genannt. Zwei Brüder sind bekannt: Erich und Herbert. Leo, Berta und Irmgard wurden am 11.12.1941 ab Düsseldorf ins Ghetto Riga verbracht. Nach dem Tod ihrer Eltern wird Irmgard am 01.10.1944 ins KZ Stutthof deportiert, wo sie für tot erklärt wurde. |
| Waldnieler Straße 2 ·     | 16. Juni 2021  | Hier wohnte Erich Bruch Jg. 1916 'Schutzhaft' 1938 Dachau Flucht 1939 USA | Stolperstein Viersen: Bruch, Erich                          | Erich Bruch wurde am 24.10.1916 als Sohn von Leo Bruch und seiner Ehefrau Berta Bruch, geb. Zanders in Mönchengladbach geboren, als Beruf wird Kraftfahrer genannt. Zwei Geschwister sind bekannt: Herbert und Irmgard. Nach der Entlassung am 02.02.1939 aus der Schutzhaft im KZ Dachau emigrierte Erich über Brüssel und Perpignan nach Kalifornien, wo er am 13.05.1996 verstirbt. |
| Waldnieler Straße 2 ·     | 16. Juni 2021  | Hier wohnte Herbert 'Max' Bruch Jg. 1920 'Schutzhaft' 1938 Dachau Flucht 1939 Australien                                                                                           | Stolperstein Viersen: Bruch, Herbert                        | Herbert „Max“ Bruch wurde am 05.09.1920 als Sohn von Leo Bruch und seiner Ehefrau Berta Bruch, geb. Zanders in Mönchengladbach geboren, als Beruf wird Arbeiter genannt. Zwei Geschwister sind bekannt: Erich und Irmgard. Nach der Entlassung am 02.02.1939 aus der Schutzhaft im KZ Dachau gelang Herbert die Flucht nach Australien. |

### Hamm
| Adresse         | Verlege- datum | Person, Inschrift | Bild                                   | Anmerkung |
| --------------- | -------------- | --- | -------------------------------------- | --- |
| Düpp 3 ·        | 5. Dez. 2022   | Hier wohnte Berta Gehrmann geb. Schwarz Jg. 1877 Ausgegrenzt/Drangsaliert Überlebt                                                                                               | Stolperstein Viersen: Gehrmann, Berta  | Berta Schwarz wurde im am 08.01.1877 geboren, sie heiratete Otto Gehrmann. Zwei Söhne (Otto und Walter) sind bekannt. Wegen der Mitgliedschaft ihres Ehemanns in der Kommunistischen Partei wurde sie ausgegrenzt und drangsaliert, sie überlebte als Einzige der Familie das Grauen. |
| Düpp 3 ·        | 5. Dez. 2022   | Hier wohnte Otto Gehrmann Jg. 1878 Im Widerstand/KPD 'Schutzhaft' 1933 Mehrere Gefängnisse 1936 Angeklagt 'Vorbereitung Hochverrat' Entlassen 4.11.1936 Ermordet 4.11.1936 Essen | Stolperstein Viersen: Gehrmann, Otto   | Otto Gehrmann wurde am 06.12.1878 in Pogrimmen geboren, er heiratete Berta Schwarz, zwei Söhne (Otto und Walter) sind bekannt. Als Mitglied der Kommunistischen Partei wurde er 1933 in Schutzhaft genommen und in mehreren Gefängnissen inhaftiert. Im Jahr 1936 wurde Otto wegen Vorbereitung zum Hochverrat angeklagt und inhaftiert, aber am 4. November 1936 entlassen. Am gleichen Tag wurde er in Essen von der Gestapo (Strittig: Diese Quelle gibt hier die SS an) erschossen. Sein Grab ist auf dem Friedhof auf der Löh in Viersen zu finden. |
| Düpp 3 ·        | 5. Dez. 2022   | Hier wohnte Otto Gehrmann Jg. 1913 Im Widerstand/KPD Flucht 1937 Frankreich Spanien Internationale Brigaden Tot Okt. 1937                                                        | Stolperstein Viersen: Gehrmann, Otto   | Otto Gehrmann wurde am 08.02.1913 als Sohn von Otto Gehrmann und seiner Ehefrau Berta Gehrmann, geb. Schwarz in Viersen geboren, ein Bruder (Walter) ist bekannt. Als Beruf wird Buchbindergehilfe angegeben. Wie viele Kommunisten flüchtete Otto (über Frankreich) nach Spanien, um dort den Kampf gegen den Faschismus in der Internationalen Brigade zu unterstützen. Otto kam dort am 01.10.1937 ums Leben. |
| Düpp 3 ·        | 5. Dez. 2022   | Hier wohnte Walter Gehrmann Jg. 1914 Im Widerstand/KPD Flucht 1933 Frankreich Spanien Internationale Brigaden Tot 10. März 1937                                                  | Stolperstein Viersen: Gehrmann, Walter | Walter Gehrmann wurde am 12.08.1914 als Sohn von Otto Gehrmann und seiner Ehefrau Berta Gehrmann, geb. Schwarz in Viersen geboren, ein Bruder (Otto) ist bekannt. Als Beruf wird Arbeiter angegeben. Wie viele Kommunisten flüchtete Walter 1937 (über Frankreich) nach Spanien, um dort den Kampf gegen den Faschismus in der Internationalen Brigade zu unterstützen. Walter kam dort 10.03.1937 ums Leben. |
| Immelnbusch 7 · | 10. Dez. 2020  | Hier wohnte Heinrich Kamps Jg. 1902 Mehrmals verhaftet und verurteilt § 175 'Vorbeugehaft' 1943 Buchenwald Ermordet 27.4.1943                                                    | Stolperstein Viersen: Kamps, Heinrich  | Heinrich Christian Kamps wurde am 03.03.1902 als Sohn der Eheleute Heinrich Kamps und Anna Maria Kamps (geb. Peters) in Viersen geboren. Er war ledig, als Beruf wird Färber angegeben. Wegen homosexueller Kontakte wurde er mehrfach verurteilt: Zuerst 1925 zu sechs Monaten Gefängnis, zuletzt am 15.08.1941 gemeinsam mit August Zgorzelski zu einem Jahr Gefängnis. Heinrich wurde aufgrund dieser mehrfachen Verurteilung nach § 175 sowie einer weiteren Strafe wegen Bettelns als „asozialer Mensch“ ausgegrenzt. Nach der Haft in der Justizvollzugsanstalt Remscheid nahm die Kriminalpolizei Wuppertal ihn 1943 in polizeiliche Vorbeugehaft. Am 02.04.1943 wurde Heinrich in das KZ Buchenwald deportiert, wo er am 27.04.1943 ermordet wurde (als Todesursache wurde eine linksseitige Lungenentzündung behauptet). |

### Rahser
| Adresse                | Verlege- datum | Person, Inschrift | Bild                                     | Anmerkung |
| ---------------------- | -------------- | --- | ---------------------------------------- | --- |
| Oberrahserstraße 170 · | 10. Dez. 2020  | Hier wohnte Karl Martin Wins Jg. 1883 Im Widerstand / KPD Hier erschossen von SS 6.3.1933                                        | Stolperstein Viersen: Wins, Karl Martin  | Karl Martin Wins wurde am 03.04.1883 in Neersen geboren; als Beruf wird Schuster angegeben. Er heiratete Maria Elisabeth Ingenston, vier Kinder sind bekannt: Hendrina, Martin Heinrich (26.02.1908 – 02.09.1983), Maria und Katharina. Karl Martin war seit 1924 Mitglied der KPD, Ortsgruppe Viersen, im Zellenbereich Viersen-Nord Unterkassierer und Leiter des Trommler- und Pfeifercorps der KPD. Schon zwischen Dezember 1932 und Anfang März 1933 fanden durch die politische Polizei mehrfach Hausdurchsuchungen in der Oberrahserstraße 170 statt, da hier illegale Arbeitsbesprechungen der KPD stattfanden. Seit dem 01.03.1933 hielt sich Karl Martin in den Nächten verborgen. In der Nacht vom 05. auf den 06.03.1933 zerschlugen SS-Männer die Fensterscheibe seiner Wohnung; Karl Martin versuchte noch, durch die Dachluke zu entkommen. Er wurde auf dem Dach von Dum-Dum-Geschossen getroffen und tödlich verletzt. |
| Süchtelner Straße 15 · | 17. Dez. 2008  | Hier wohnte Peter Kamps Jg. 1905 Deportiert 1941 Ermordet in Klinik Galkhausen                                                   | Stolperstein Viersen: Kamps, Peter       | Peter Kamps wurde im Jahr 1941 aus Viersen in die Klinik Galkhausen verbracht und dort ermordet. |
| Süchtelner Straße 29 · | 17. Dez. 2008  | Hier wohnte Hersch Knoll Jg. 1880 Deportiert 1942 Ermordet in Riga                                                               | Stolperstein Viersen: Knoll, Hersch      | Hersch Knoll wurde am 15.04.1880 in Hlebowka geboren. Hersch wurde am 11.12.1941 ab Düsseldorf ins Ghetto Riga deportiert, wo er ermordet wurde. |
| Süchtelner Straße 29 · | 17. Dez. 2008  | Hier wohnte Channa Knoll Geb. Katz Jg. 1883 Deportiert 1942 Ermordet in Riga                                                     | Stolperstein Viersen: Knoll, Chana       | Channa Katz wurde am 14.07.1883 in Rosulna geboren. Channa wurde am 11.12.1941 ab Düsseldorf ins Ghetto Riga deportiert, wo sie ermordet wurde. |
| Süchtelner Straße 29 · | 5. Dez. 2022   | Hier wohnte Bernd Schmerler Jg. 1920 Flucht 1939 Belgien Interniert Mechelen Deportiert 1944 Auschwitz 1945 Flossenbürg Ermordet | Stolperstein Viersen: Schmerler, Bernd   | Bernd Schmerler wurde am 04.04.1920 als Sohn von Salomon Schmerler und Paula Schmerler, geb. Koffler in Viersen geboren. Wenige Tage nach Kriegsbeginn konnte die Familie nach Brüssel fliehen. Bernd wurde 1942 im KZ Breendonk interniert und von dort aus (August 1942) mit dem Transport XXIV, No. 288 in das SS-Sammellager Mecheln verbracht. Am 04.04.1944 wurde er in das KZ Auschwitz deportiert und weiter (03.03.1945) ins KZ Flossenbürg verbracht. Dort wurde Bernd ermordet. |
| Süchtelner Straße 29 · | 5. Dez. 2022   | Hier wohnte Paula Schmerler Geb. Koffler Jg. 1892 Flucht 1939 Belgien Interniert Mechelen Deportiert 1943 Ermordet in Auschwitz  | Stolperstein Viersen: Schmerler, Paula   | Paula Koffler wurde am 04.03.1894 in Rosulna geboren. Sie heiratete Salomon Schmerler, ein Sohn (Bernd) ist bekannt. Wenige Tage nach Kriegsbeginn konnte die Familie nach Brüssel fliehen. Paula wurde in das SS-Sammellager Mecheln verbracht und am 19.04.1943 mit dem Transport XX, No. 42 in das KZ Auschwitz deportiert, wo sie ermordet wurde. |
| Süchtelner Straße 29 · | 5. Dez. 2022   | Hier wohnte Salomon Schmerler Jg. 1891 Flucht 1939 Belgien Interniert Drancy Deportiert 1942 Ermordet in Auschwitz               | Stolperstein Viersen: Schmerler, Salomon | Salomon Schmerler wurde am 06.04.1891 in Rosulna geboren, er heiratete Paula Koffler, ein Sohn (Bernd) ist bekannt. Wenige Tage nach Kriegsbeginn konnte die Familie nach Brüssel fliehen. Salomon wurde im Mai 1940 im Internierungslager Saint Cyprien interniert und von dort aus (1942) in das Sammellager Drancy verbracht. Am 10.08.1942 wurde Salomon in das KZ Auschwitz deportiert, wo er ermordet wurde. |

### Süchteln
| Adresse                                           | Verlege- datum | Person, Inschrift | Bild                                           | Anmerkung |
| ------------------------------------------------- | -------------- | --- | ---------------------------------------------- | --- |
| Grefrather Straße 3 ·                             | 27. Mai 2019   | Hier wohnte Karl Harf Jg. 1885 ‘Schutzhaft’ 1938 Buchenwald Ermordet 17.12.1938                                               | Stolpersteine Suechteln: Harf, Karl            | Karl Harf wurde am 18.10.1885 als Sohn von Moritz Harf und Josefine Harf, geb. Seligmann in Viersen geboren. Er war geschieden, als Beruf wird Kaufmann / Betriebsaufseher angegeben. Als „asoziale Person“ war Karl seit 1926 im Fokus der Justizbehörden, er wurde später als sogenannter „BV-Jude“ eingestuft. Im Zusammenhang mit der Reichspogromnacht wurde Karl verhaftet und im November 1938 im KZ Buchenwald in „Schutzhaft“ genommen, hier wurde er am 17.12.1938 ermordet. |
| Johannisstraße 70, Gelände der LVR-Klinik Viersen | 1. Sep. 2023   | 9. Mai 1941 90 Frauen Abtransportiert Nach Hadamar                                                                            | Stolpersteine LVR Suechteln: Haus 5            | Hier handelt es sich um Verlegungen auf dem Gelände der LVR-Klinik Viersen. Im Gegensatz zu den „normalen“ Stolpersteinen werden keine einzelnen Opfer genannt, sondern die Anzahl der Menschen, die von hier aus in die Tötungsanstalt Hadamar abtransportiert wurden. |
| Johannisstraße 70, Gelände der LVR-Klinik Viersen | 27. Jan. 2006  | 11. Juni 1941 85 Frauen Abtransportiert Nach Hadamar                                                                          | Stolpersteine LVR Suechteln: Haus 4            | Hier handelt es sich um Verlegungen auf dem Gelände der LVR-Klinik Viersen. Im Gegensatz zu den „normalen“ Stolpersteinen werden keine einzelnen Opfer genannt, sondern die Anzahl der Menschen, die von hier aus in die Tötungsanstalt Hadamar abtransportiert wurden. |
| Johannisstraße 70, Gelände der LVR-Klinik Viersen | 27. Jan. 2006  | 19. Mai 1941 137 Männer Abtransportiert Nach Hadamar                                                                          | Stolpersteine LVR Suechteln: Haus 24           | Hier handelt es sich um Verlegungen auf dem Gelände der LVR-Klinik Viersen. Im Gegensatz zu den „normalen“ Stolpersteinen werden keine einzelnen Opfer genannt, sondern die Anzahl der Menschen, die von hier aus in die Tötungsanstalt Hadamar abtransportiert wurden. |
| Johannisstraße 70, Gelände der LVR-Klinik Viersen | 27. Jan. 2006  | 8. August 1941 84 Männer Abtransportiert Nach Hadamar                                                                         | Stolpersteine LVR Suechteln: Haus 88c          | Hier handelt es sich um Verlegungen auf dem Gelände der LVR-Klinik Viersen. Im Gegensatz zu den „normalen“ Stolpersteinen werden keine einzelnen Opfer genannt, sondern die Anzahl der Menschen, die von hier aus in die Tötungsanstalt Hadamar abtransportiert wurden. |
| Lindenplatz 2a ·                                  | 5. Dez. 2018   | Hier wohnte Berta Eckstein Geb. Elias Jg. 1869 Deportiert 1942 Theresienstadt 1942 Treblinka Ermordet                         | Stolpersteine Suechteln: Eckstein, Berta       | Berta Elias wurde am 21.11.1869 in Mülheim geboren. Sie wurde am 25.07.1942 ab Düsseldorf mit dem Transport VII/2, Zug Da 71 (No. 394) ins Ghetto Theresienstadt verbracht. Von dort aus wurde sie am 26.09.1942 mit dem Transport Br (No. 604) ins Vernichtungslager Treblinka deportiert, wo sie ermordet wurde. |
| Lindenplatz 2a ·                                  | 5. Dez. 2018   | Hier wohnte Martha Eckstein Geb. Philipp Jg. 1903 Deportiert 1942 Izbica Ermordet                                             | Stolpersteine Suechteln: Eckstein, Martha      | Martha Philipp wurde am 15.07.1903 in Dülken geboren. Sie wurde am 22.04.1942 ins Ghetto Izbica deportiert, wo sie für tot erklärt wurde. |
| Lindenplatz 2a ·                                  | 5. Dez. 2018   | Hier wohnte Isidor Baum Jg. 1864 Deportiert 1942 Theresienstadt 1942 Treblinka Ermordet                                       | Stolpersteine Suechteln: Baum, Isidor          | Isidor Baum wurde am 08.06.1864 in Süchteln geboren, zwei Geschwister sind bekannt: Netta (*11.10.1870) und Leopold (*13.10.1860). Am 25.07.1942 wurde er ab Düsseldorf mit dem Transport VII/2, Zug Da 71 (No. 308) ins Ghetto Theresienstadt verbracht. Von dort aus wurde er am 21.09.1942 mit dem Transport Bp (No. 1585) ins Vernichtungslager Treblinka deportiert, wo er ermordet wurde. |
| Lindenplatz 2a ·                                  | 5. Dez. 2018   | Hier wohnte Netta Baum Jg. 1870 Deportiert 1942 Theresienstadt 1942 Treblinka Ermordet                                        | Stolpersteine Suechteln: Baum, Netta           | Netta Baum wurde am 11.10.1870 in Süchteln geboren, zwei Geschwister sind bekannt: Leopold (*13.10.1860) und Isidor (*08.06.1864). Am 25.07.1942 wurde Netta ab Düsseldorf mit dem Transport VII/2, Zug Da 71 (no. 309) ins Ghetto Theresienstadt verbracht. Von dort aus wurde sie am 26.09.1942 mit dem Transport Br (No. 591) ins Vernichtungslager Treblinka deportiert, wo sie ermordet wurde. |
| Hochstraße 39 ·                                   | 5. Dez. 2018   | Hier wohnte Jakob Lifges Jg. 1869 Deportiert 1942 Theresienstadt 1942 Treblinka Ermordet                                      | Stolpersteine Suechteln: Lifges, Jakob         | Jakob Lifges (strittig: U.a. diese Quelle gibt „Lifkes“ als Nachname an) wurde am 18.02.1869 in Süchteln geboren. Am 25.07.1942 wurde er ab Düsseldorf mit dem Transport VII/2, Zug Da 71 (No. 675) ins Ghetto Theresienstadt verbracht. Von dort aus wurde er am 26.09.1942 mit dem Transport Br (No. 642) ins Vernichtungslager Treblinka deportiert, wo er ermordet wurde. |
| Hochstraße 39 ·                                   | 5. Dez. 2018   | Hier wohnte Sofia Lifges Geb. Stolzberg Jg. 1879 Deportiert 1942 Theresienstadt 1942 Treblinka Ermordet                       | Stolpersteine Suechteln: Lifges, Sofia         | Sofia Stolzberg (strittig: U.a. diese Quelle gibt „Lifkes“ als Nachname an) wurde am 20.04.1879 in Münster geboren. Am 25.07.1942 wurde sie ab Düsseldorf mit dem Transport VII/2, Zug Da 71 (No. 676) ins Ghetto Theresienstadt verbracht. Von dort aus wurde sie am 26.09.1942 mit dem Transport Br (No. 643) ins Vernichtungslager Treblinka deportiert, wo sie für tot erklärt wurde. |
| Hochstraße 39 ·                                   | 5. Dez. 2018   | Hier wohnte Sara Lifges Jg. 1863 Deportiert 1942 Theresienstadt 1942 Treblinka Ermordet                                       | Stolpersteine Suechteln: Lifges, Sara          | Sara Lifges wurde am 25.01.1863 in Süchteln geboren. Am 27.07.1942 wurde sie ab Köln ins Ghetto Theresienstadt verbracht. Von dort aus wurde sie am 23.09.1942 ins Vernichtungslager Treblinka deportiert, wo sie ermordet wurde. |
| Hindenburgstraße 3 ·                              | 5. Dez. 2018   | In Süchteln wohnte Helene Sostberg Jg. 1908 Deportiert 1941 Riga Ermordet                                                     | Stolpersteine Suechteln: Sostberg, Helene      | Helene Sostberg wurde am 06.07.1908 (strittig: Lt. dieser Quelle soll sie im Jahr 1901 geboren sein) in Horn-Millinghausen geboren. Sie wurde am 11.12.1941 ab Düsseldorf in Ghetto Riga deportiert, wo sie ermordet wurde. |
| Hindenburgstraße 3 ·                              | 5. Dez. 2018   | In Süchteln wohnte Carl Loeser Jg. 1882 Deportiert 1941 Riga Ermordet 26.3.1942                                               | Stolpersteine Suechteln: Loeser, Carl          | Carl Loeser wurde am 06.09.1882 als Sohn von Lazarus Loeser und Rosette Loerster, geb. David in Süchteln geboren, als Beruf wird Bäcker angegeben. Am 11.12.1941 wurde er ab Düsseldorf ins Ghetto Riga deportiert; er wurde am 26.03.1942 ermordet, als Todesort wird das Lager Riga-Jungfernhof, Außenlager Ghetto Riga angegeben. |
| Hindenburgstraße 3 ·                              | 5. Dez. 2018   | In Süchteln wohnte Regina Rolef Geb. Loeser Jg. 1885 Deportiert 1941 Riga Ermordet                                            | Stolpersteine Suechteln: Rolef, Regina         | Regina Loeser wurde am 11.03.1885 als Tochter von Lazarus Loeser in Süchteln geboren, als Beruf wird Hausfrau angegeben. Am 11.12.1941 wurde sie ab Düsseldorf ins Ghetto Riga deportiert, wo sie ermordet wurde. |
| Hindenburgstraße 3 ·                              | 5. Dez. 2018   | In Süchteln wohnte Jakob Lion Jg. 1865 Deportiert 1942 Theresienstadt 1942 Treblinka Ermordet                                 | Stolpersteine Suechteln: Lion, Jakob           | Jakob Lion wurde am 28.10.1865 als Sohn von Moses Lion und Regina Rath in Süchteln geboren, als Wohnort wird Kaldenkirchen angegeben. Er heiratete am 3. Oktober 1899 in Kaldenkirchen Bertha Sanders, 1905 kam der gemeinsame Sohn Max zur Welt. Jakob Lion war bis mindestens 1936 Vorsteher der Synagoge in Kaldenkirchen – im Rahmen der Reichspogromnacht wurde er am 10. November 1938 gezwungen, die Thorarollen auszuliefern. Am 25. Juli 1942 wurden Jakob und Bertha ab Düsseldorf nach Theresienstadt (Transport VII/2 Zug Da 71, Häftlingsnummer 685 und 686), am 21. September 1942 nach Treblinka deportiert (Transport Bp, Häftlingsnummer 1611 und 1612) und dort wohl unmittelbar nach der Ankunft ermordet. In Nettetal wurde am 01.08.2017 für Jakob ein Stolperstein auf der Fährstraße 12 verlegt.   |
| Hindenburgstraße 3 ·                              | 5. Dez. 2018   | In Süchteln wohnte Sybilla Wolff Geb. Baum Jg. 1859 Deportiert 1942 Theresienstadt 1942 Treblinka Ermordet                    | Stolpersteine Suechteln: Wolff, Sybilla        | Sybilla Baum wurde am 29.01.1859 als Tochter von Isaac Baum und Sara Baum, geb. Marx in Süchteln geboren, als Wohnort wird Münstereifel angegeben. Am 15.06.1942 wurde sie mit dem Transport III/1 (No. 289) ab Köln ins Ghetto Theresienstadt verbracht. Von dort aus wurde sie am 19.09.1942 mit dem Transport Bo, Zug Da 83 (No. 1372) ins Vernichtungslager Treblinka deportiert, wo sie ermordet wurde. |
| Hindenburgstraße 3 ·                              | 5. Dez. 2018   | In Süchteln wohnte Emilie Minna Hirsch Geb. Cahn Jg. 1877 Deportiert 1942 Piaski Ermordet                                     | Stolpersteine Suechteln: Hirsch, Emilie Minna  | Emilie Minna Cahn wurde am 04.02.1877 in Süchteln geboren, als Wohnsitz wird Berlin (Prenzlauer Berg) angegeben. Am 28.03.1942 wurde sie ab Berlin mit dem Transport 11 ins Ghetto Piaski deportiert, wo sie ermordet wurde. |
| Hindenburgstraße 3 ·                              | 5. Dez. 2018   | In Süchteln wohnte Gertrud Steinhardt Geb. Lifges Jg. 1897 Deportiert 1942 Izbica Ermordet                                    | Stolpersteine Suechteln: Steinhardt, Gertrud   | Gertrud Lifges wurde am 31.05.1897 als Tochter von Joseph Lifges und Julie Lifges, geb. Koopmann in Süchteln geboren, als Wohnsitz wird Uerdingen angegeben. Am 22.04.1942 wurde sie ab Düsseldorf ins Ghetto Izbica deportiert, wo sie ermordet wurde. |
| Hindenburgstraße 3 ·                              | 5. Dez. 2018   | In Süchteln wohnte Egon Karl Steinhardt Jg. 1929 Deportiert 1942 Izbica Ermordet                                              | Stolpersteine Suechteln: Steinhardt, Egon Karl | Egon Karl Steinhardt wurde am 26.07.1929 in Süchteln geboren. Als Wohnsitz wird Uerdingen angegeben. Am 22.04.1942 wurde er ab Düsseldorf ins Ghetto Izbica deportiert, wo er ermordet wurde. |
| Hindenburgstraße 66 ·                             | 27. Mai 2019   | Hier wohnte Julius Levy Jg. 1881 Deportiert 1941 Riga 1944 Sutthof Ermordet 26.3.1945 Buchenwald                              | Stolpersteine Suechteln: Levy, Julius          | Julius Levy wurde am 06.01.1881 (Strittig: U.a. diese Quelle gibt „1896“ als Geburtsjahr an) als Sohn von Benjamin Levy und Sara Levy, geb. Cossmann in Kommern geboren, sechs Geschwister sind bekannt: Johanna (*28.02.1891, +Ghetto Riga), Jenni (*29.09.1894, +20.10.1933 Kommern), Siegbert (*08.08.1888, +11.10.1944 Auschwitz), Carl (*17.10.1889, gefallen im Ersten Weltkrieg), Alfred (*01.02.1893, +Oktober 1893 Kommern) und Erich (*06.08.1897, +Tarascon). Julius heiratete Margarete Lifges (*22.07.1893), ein Kind (Herbert (*04.05.1932) ging aus der Ehe hervor. Herbert und seine Eltern wurden am 07.12.1941 ab Köln ins Ghetto Riga deportiert. Julius wurde am 09.08.1944 ins KZ Sutthof verbracht und von dort aus am 13.08.1944 ins KZ Buchenwald deportiert, wo er am 26.03.1945 ermordet wurde. |
| Hindenburgstraße 66 ·                             | 27. Mai 2019   | Hier wohnte Margarete Levy Geb. Lifges Jg. 1893 Deportiert 1941 Riga Ermordet                                                 | Stolpersteine Suechteln: Levy, Margarete       | Margarete Lifges wurde am 22.07.1893 als Tochter von Joseph Lifges und Julie Lifges, geb. Koopmann in Süchteln geboren, zwei Schwestern sind bekannt: Gertrud Steinhardt, geb. Lifges (*31.05.1897) und Martha Marga Marx, geb. Lifges (*05.06.1890). Margarete heiratete Julius Levy (*06.01.1881), ein Kind (Herbert (*04.05.1932) ging aus der Ehe hervor. Die Familie wurde am 07.12.1941 ab Köln ins Ghetto Riga deportiert, wo Margarete zu einem unbekannten Zeitpunkt ermordet wurde. |
| Hindenburgstraße 66 ·                             | 27. Mai 2019   | Hier wohnte Herbert Levy Jg. 1932 Deportiert 1941 Riga Ermordet                                                               | Stolpersteine Suechteln: Levy, Herbert         | Herbert Levy wurde am 04.05.1932 als Sohn von Julius Levy (*06.01.1881) und Margarete Levy, geb. Lifges (*22.07.1893) in Süchteln geboren. Herbert und seine Eltern wurden am 07.12.1941 ab Köln ins Ghetto Riga deportiert, wo er zu einem unbekannten Zeitpunkt ermordet wurde. |
| Hindenburgstraße 66 ·                             | 27. Mai 2019   | Hier wohnte Josef Levy Jg. 1910 Deportiert Schicksal unbekannt                                                                | Stolpersteine Suechteln: Levy, Josef           | Josef Levy wurde am 23.06.1910 in Gerolstein geboren. Über sein Schicksal ist sehr wenig bekannt – nur dass er deportiert und ermordet wurde (lt. dieser Quelle wurde Josef am 07.02.1941 in die Klinik Düsseldorf-Grafenberg eingeliefert). |
| Hindenburgstraße 66 ·                             | 27. Mai 2019   | Hier wohnte Martha Marga Marx Geb. Lifges Jg. 1890 Deportiert 1941 Lodz / Litzmannstadt Ermordet 31.3.1944                    | Stolpersteine Suechteln: Marx, Martha Marga    | Martha Marga Lifges wurde am 05.08.1890 als Tochter von Joseph Lifges und Julie Lifges, geb. Koopmann in Süchteln geboren, zwei Schwestern sind bekannt: Gertrud Steinhardt, geb. Lifges (*31.05.1897) und Margarete Levy, geb. Lifges (*22.07.1893). Martha Marga heiratete Julius Marx (*04.06.1890), aus der Ehe ging ein Sohn hervor: Erich Werner (*25.06.1923). Martha Marga und ihr Sohn Erich Werner wurden am 27.10.1941 mit dem Transport 12 ab Düsseldorf ins Ghetto Litzmannstadt deportiert, wo Martha Marga am 31.03.1944 ermordet wurde. |
| Hindenburgstraße 66 ·                             | 27. Mai 2019   | Hier wohnte Julius Marx Jg. 1890 ‘Schutzhaft’ 1938 Dachau Deportiert 1941 Lodz / Litzmannstadt Ermordet 18.4.1942             | Stolpersteine Suechteln: Marx, Julius          | Julius Marx wurde am 04.06.1890 als Sohn von Isaac und Bertha Marx und in Gescher geboren. Er heiratete Martha Marga Lifges (*05.08.1890), aus der Ehe ging ein Sohn hervor: Erich Werner (*25.06.1923). Julius wurde vom 17.11.1938 bis zum 15.12.1938 im KZ Dachau als „Schutzhäftling“ inhaftiert. Am 27.10.1941 wurde Julius ab Düsseldorf ins Ghetto Litzmannstadt deportiert, wo er am 18.04.1942 ermordet wurde. |
| Hindenburgstraße 66 ·                             | 27. Mai 2019   | Hier wohnte Erich Werner Marx Jg. 1923 Deportiert 1941 Lodz / Litzmannstadt Ermordet 27.6.1944 Chelmno / Kulmhof              | Stolpersteine Suechteln: Marx, Erich Werner    | Erich Werner Marx wurde am 25.06.1923 als Sohn von Julius Marx (*04.06.1890) und Martha Marga Marx, geb. Lifges (*05.08.1890) in Süchteln geboren. Erich Werner wurde am 27.10.1941 mit dem Transport 12 ab Düsseldorf ins Ghetto Litzmannstadt verbracht. Von dort aus wurde er am 26.06.1944 ins Vernichtungslager Kulmhof deportiert, wo er am 27.06.1944 ermordet wurde. |
| Tönisvorster Straße 46 ·                          | 27. Mai 2019   | Hier wohnte Leopold Baum Jg. 1860 Deportiert 1942 Theresienstadt Ermordet 7.11.1942                                           | Stolpersteine Suechteln: Baum, Leopold         | Leopold Baum wurde am 13.10.1860 in Süchteln geboren, zwei Geschwister sind bekannt: Netta (*11.10.1870) und Isidor (*08.06.1864). Leopold heiratete Jenni Kaufmann, ein Sohn ist bekannt: Kurt (16.12.1903); als Beruf wird Metzger / Viehhändler angegeben. Am 21.07.1942 wird Leopold ab Düsseldorf mit dem Transport VII/1, Zug Da 70, No. 41 ins Ghetto Theresienstadt deportiert und dort am 07.11.1942 ermordet. |
| Tönisvorster Straße 46 ·                          | 27. Mai 2019   | Hier wohnte Kurt Baum Jg. 1903 Flucht Holland Belgien Interniert Drancy Deportiert 1942 Auschwitz Ermordet 27.10.1942         | Stolpersteine Suechteln: Baum, Kurt            | Kurt Baum wurde am 16.12.1903 als Sohn von Leopold Baum (*13.10.1860) und Jenni Baum, geb. Kaufmann in Süchteln geboren. Er heiratete Senta Lifges (*18.05.1916), Kinder sind nicht bekannt. Kurt emigrierte (sehr wahrscheinlich) mit seiner Ehefrau in die Niederlande, von dort aus ging es für ihn weiter nach Belgien. Im Mai 1940 wurde er im Lager Saint Cyprien interniert und weiter nach Drancy verbracht. Am 10.08.1942 wurde Kurt mit dem Transport 17, Zug 901-12 ins Vernichtungslager Auschwitz deportiert, wo er am 27.10.1942 ermordet wurde. |
| Tönisvorster Straße 46 ·                          | 27. Mai 2019   | Hier wohnte Senta Baum Geb. Lifges Jg. 1916 Flucht Holland Interniert Westerbork Deportiert 1942 Auschwitz Ermordet 29.9.1942 | Stolpersteine Suechteln: Baum, Senta           | Senta Lifges wurde am 18.05.1916 als Tochter von Jakob Lifges und seiner Ehefrau Sophie, geb. Stolzberg in Süchteln geboren, sie heiratete Kurt Baum (*16.12.1903), Kinder sind nicht bekannt. Senta emigrierte (sehr wahrscheinlich mit ihrem Ehemann) nach Roermond; am 31.08.1942 wurde sie – ab Westerbork – ins Vernichtungslager Auschwitz deportiert, wo sie am 29.09.1942 ermordet wurde. |

### Viersen
| Adresse                        | Verlege- datum | Person, Inschrift | Bild                                          | Anmerkung |
| ------------------------------ | -------------- | --- | --------------------------------------------- | --- |
| Bahnhofstraße 30 ·             | 16. Juni 2021  | Hier wohnte Dr. Bernhard Abraham Jg. 1878 Flucht 1936 Palästina                                                                                      | Stolperstein Viersen: Abraham, Dr. Bernhard   | Dr. Bernhard Abraham wurde am 01.03.1878 als Sohn von Abraham und Jettchen Abraham in Schenklengsfeld geboren, fünf Geschwister sind bekannt. Nach seinem Medizinstudium (in Würzburg, München, Berlin, Bonn und Freiburg) eröffnete er eine Hals-Nasen-Ohren-Praxis in Viersen. Bernhard heiratete am 04.09.1908 in Herford Grete Raphaelson, ein Kind (Ilse *07.11.1911) ist bekannt. In der jüdischen Gemeinde war er u. a. als Vorsitzende der Repräsentanten tätig. Nach einer Schutzhaft (Dezember 1935) im Polizeigefängnis auf der Bahnhofstraße flüchten Bernhard und Grete 1936 über Verwandte in den Niederlanden zu ihrer Tochter Ilse nach Italien. Im Februar 1939 gelingt dem Ehepaar die Flucht nach Tel Aviv. Bernhard verstirbt am 17.03.1958 in Haifa.                                        |
| Bahnhofstraße 30 ·             | 16. Juni 2021  | Hier wohnte Grete Abraham geb. Raphaelson Jg. 1885 Flucht 1936 Palästina                                                                             | Stolperstein Viersen: Abraham, Grete          | Grete Raphaelson wurde am 20.11.1885 in Herford als Tochter einer alteingesessenen jüdischen Herforder Kaufmannsfamilie geboren. Am 04.09.1908 heiratete sie Dr. Bernhard Abraham, eine Tochter (Ilse *07.11.1911) ist bekannt. Über Verwandte in den Niederlanden und Italien gelingt dem Ehepaar 1936 die Flucht nach Tel Aviv. |
| Geschwister-Scholl-Straße 12 · | 17. Dez. 2008  | Hier wohnte Annie Nussbaum Jg. 1899 Deportiert 1942 Theresienstadt Ermordet in Auschwitz                                                             | Stolperstein Viersen: Nussbaum, Annie         | Annie Nussbaum wurde am 14.02.1899 als Tochter des Ehepaares Israel Nussbaum (*24.03.1869) und Berta Nussbaum, geb. Kronenberg (*24.09.1868) in Viersen geboren, als Beruf wird Angestellte angegeben. Annie wurde am 25.07.1942 mit dem Transport VII/2, Zug Da 71 (No. 780) ab Aachen-Düsseldorf ins Ghetto Theresienstadt deportiert. Von dort aus ging es am 19.10.1944 mit dem Transport Es (No. 722) ins Vernichtungslager Auschwitz, wo sie ermordet wurde. |
| Geschwister-Scholl-Straße 12 · | 17. Dez. 2008  | Hier wohnte Berta Nussbaum Geb. Kronenberg Jg. 1868 Deportiert 1942 Theresienstadt Ermordet 17.4.1943                                                | Stolperstein Viersen: Nussbaum, Berta         | Berta Kronenberg wurde am 24.09.1868 als Tochter von Aron und Amalie Kronenberg in Leichlingen geboren, als Beruf wird Hausfrau angegeben. Sie heiratete Israel Nussbaum (*24.03.1869), vier Kinder sind bekannt: Annie (14.02.1899), Ilse (*unbekannt, überlebt), Rudolf und Otto. Berta wurde am 25.07.1942 ab Aachen-Düsseldorf mit dem Transport VII/2, Zug Da 71 (No. 781) ins Ghetto Theresienstadt deportiert, wo sie am 17.04.1943 ermordet wurde. |
| Geschwister-Scholl-Straße 12 · | 17. Dez. 2008  | Hier wohnte Israel Nussbaum Jg. 1869 Deportiert 1942 Theresienstadt Ermordet 4.12.1942                                                               | Stolperstein Viersen: Nussbaum, Israel        | Israel Nussbaum wurde am 24.03.1869 als Sohn von David und Veilchen Nussbaum in Vollmerz geboren, er war Lehrer der jüdischen Schule und Kantor der jüdischen Gemeinde. Er heiratete Berta Kronenberg (*24.09.1868), vier Kinder sind bekannt: Annie (14.02.1899), Ilse (*unbekannt, überlebt), Rudolf und Otto. Israel wurde am 25.07.1942 ab Düsseldorf mit dem Transport VII/2, Zug Da 71 (No. 782) ins Ghetto Theresienstadt deportiert, wo er am 04.12.1942 ermordet wurde. |
| Gladbacher Straße 70 ·         | 16. Juni 2021  | Hier wohnte Helene Rothenstein geb. Hoffstadt Jg. 1874 Deportiert 1941 Riga Ermordet                                                                 | Stolperstein Viersen: Rothenstein, Helene     | Helene Hoffstadt wurde am 24.12.1874 als Tochter von Samuel und Sibille Hoffstadt in Kaldenkirchen geboren. Sie heiratete John Rothenstein (*13.07.1868, †06.06.1932), ein Sohn ist bekannt: Rudolf (*24.07.1915, Ende 1935 nach Palästina emigriert). Helene führte in Viersen einen Kolonialwarenladen, der nach der Reichspogromnacht geschlossen werden musste. Nach ihrer Weigerung, zum Sohn zu emigrieren, wurde Helene am 11.12.1941 über Düsseldorf ins Ghetto Riga deportiert und dort ermordet. |
| Goetersstraße 30 ·             | 5. Dez. 2022   | Hier wohnte Eva Nathan Jg. 1858 Deportiert Theresienstadt Ermordet 31.1.1943                                                                         | Stolperstein Viersen: Nathan, Eva             | Eva Nathan wurde am 07.10.1858 in Gmünd geboren. Sie wurde am 25.07.1942 ab Düsseldorf (strittig: Diese Quelle nennt Aachen als Ausgangsort der Deportation) mit dem Transport VII/2, Zug Da 71, No. 773 ins Ghetto Theresienstadt deportiert, wo sie am 31.01.1943 ermordet wurde. |
| Große Bruchstraße 40 ·         | 17. Dez. 2008  | Hier wohnte Albert Simons Jg. 1892 Deportiert 1941 Ermordet in Łodz                                                                                  | Stolperstein Viersen: Simons, Albert          | Albert Simons wurde am 14.08.1892 in Viersen geboren. Vom 17.11.1938 bis zum 05.12.1938 wurde er in Dachau („Schutzhaft“) inhaftiert. Am 27.10.1941 wurde Albert ab Düsseldorf ins Ghetto Litzmannstadt deportiert. Von dort aus wurde er am 14.05.1942 ins Vernichtungslager Kulmhof deportiert, wo er am 15.05.1942 ermordet wurde. |
| Große Bruchstraße 40 ·         | 17. Dez. 2008  | Hier wohnte Emma Simons Geb. Gärtner Jg. 1885 Deportiert 1941 Ermordet in Łodz                                                                       | Stolperstein Viersen: Simons, Emma            | Emma Gärtner wurde am 27.10.1885 in Simmern geboren. Am 27.10.1941 wurde sie ab Düsseldorf ins Ghetto Litzmannstadt deportiert. Von dort aus wurde sie im Mai 1942 ins Vernichtungslager Kulmhof deportiert, wo sie ermordet wurde. |
| Große Bruchstraße 40 ·         | 17. Dez. 2008  | Hier wohnte Hermann Simons Jg. 1883 Deportiert 1942 Ermordet in Riga                                                                                 | Stolperstein Viersen: Simons, Herrmann        | Hermann Simons wurde am 25.01.1883 in Dülken geboren. Hermann wurde am 11.12.1941 ab Düsseldorf ins Ghetto Litzmannstadt deportiert, dort verliert sich seine Spur. |
| Große Bruchstraße 40 ·         | 17. Dez. 2008  | Hier wohnte Henriette Simons Jg. 1921 Deportiert 1941 Ermordet in Łodz                                                                               | Stolperstein Viersen: Simons, Henriette       | Hilde Henriette Simons wurde am 05.11.1921 in Schwanenberg geboren. Hilde Henriette wurde am 27.10.1941 ab Düsseldorf ins Ghetto Litzmannstadt deportiert. Von dort aus wurde sie am 14.05.1942 ins Vernichtungslager Kulmhof deportiert, wo sie am 15.05.1942 ermordet wurde. |
| Große Bruchstraße 40 ·         | 17. Dez. 2008  | Hier wohnte Johanna Simons Geb. Randerath Jg. 1884 Deportiert 1942 Ermordet in Riga                                                                  | Stolperstein Viersen: Simons, Johanna         | Johanna Randerath wurde am 27.04.1884 in Heinsberg geboren. Johanna wurde am 11.12.1941 ab Düsseldorf ins Ghetto Litzmannstadt deportiert, dort verliert sich ihre Spur. |
| Große Bruchstraße 40 ·         | 17. Dez. 2008  | Hier wohnte Lieselotte Simons Jg. 1923 Deportiert 1941 Ermordet in Łodz                                                                              | Stolperstein Viersen: Simons, Lieselotte      | Lieselotte Simons wurde am 26.04.1923 in Schwanenberg geboren. Lieselotte wurde am 27.10.1941 ab Düsseldorf ins Ghetto Litzmannstadt deportiert. Von dort aus wurde sie am 14.05.1942 ins Vernichtungslager Kulmhof deportiert, wo sie am 15.05.1942 ermordet wurde. |
| Große Bruchstraße 40 ·         | 17. Dez. 2008  | Hier wohnte Lore Simons Jg. 1919 Deportiert 1941 Ermordet in Łodz                                                                                    | Stolperstein Viersen: Simons, Lore            | Lore Simons wurde im Jahr 1941 ins Ghetto Litzmannstadt deportiert, wo sie umgebracht wurde. |
| Große Bruchstraße 40 ·         | 17. Dez. 2008  | Hier wohnte Ruth Simons Jg. 1920 Deportiert 1941 Ermordet in Łodz                                                                                    | Stolperstein Viersen: Simons, Ruth            | Ruth Rosa Simons wurde am 20.07.1920 in Mannheim geboren. Ruth Rosa wurde am 27.10.1941 ab Düsseldorf ins Ghetto Litzmannstadt deportiert. Von dort aus wurde sie im Mai 1942 ins Vernichtungslager Kulmhof deportiert, wo sie ermordet wurde. |
| Hauptstraße 16 ·               | 16. Juni 2021  | Hier wohnte Franziska Casparius geb. Strauss Jg. 1876 Deportiert 1941 Lodz/Litzmannstadt 1942 Chelmno/Kulmhof Ermordet 7.5.1942                      | Stolperstein Viersen: Casparius, Franziska    | Franziska Strauss wurde am 04.10.1876 als Tochter des Viersener Viehhändlers Salomon Strauss in Viersen geboren, acht Geschwister sind nachgewiesen. Franziska heiratete am 22.08.1906 den Berliner Fabrikantensohn Alex Casparius (gefallen im Ersten Weltkrieg), ein Sohn ist bekannt: Heinz. Franziska wurde am 27.10.1941 ab Düsseldorf ins Ghetto Litzmannstadt deportiert. Von dort ging es am 06.05.1942 ins Vernichtungslager Kulmhof, wo Franziska einen Tag später ermordet wurde. |
| Hauptstraße 16 ·               | 16. Juni 2021  | Hier wohnte Heinz Casparius Jg. 1907 Flucht 1935 Palästina                                                                                           | Stolperstein Viersen: Casparius, Heinz        | Heinz Casparius wurde am 09.06.1907 als Sohn von Alex Casparius und seiner Ehefrau Franziska Casparius, geb. Strauss in Viersen geboren. 1934 verzieht Heinz nach Litauen und heiratet dort Freida-Perle Kaganaite. Heinz und Freida-Perle können 1935 nach Tel Aviv emigrieren und erlangen die britische Staatsbürgerschaft. Heinz wurde Soldat bei der Royal Air Force und verunglückte am 21.01.1943 auf dem Flugplatz Heliopolis. |
| Hauptstraße 16 ·               | 16. Juni 2021  | Hier wohnte Freida-Perle Casparius geb. Kaganaite Jg. 1907 Flucht 1935 Palästina                                                                     | Stolperstein Viersen: Casparius, Freida-Perle | Freida-Perle Kaganaite wurde im Jahr 1907 in Litauen geboren, sie heiratete Heinz Casparius. Heinz und Freida-Perle können 1935 nach Tel Aviv emigrieren und erlangen die britische Staatsbürgerschaft. |
| Hauptstraße 16 ·               | 5. Dez. 2022   | Hier wohnte Alice Cohen Jg. 1939 Flucht 1939 Belgien Mit Hilfe Überlebt                                                                              | Stolperstein Viersen: Cohen, Alice            | Alice Cohen wurde am 29.12.1939 als Tochter von Hermann Cohen und Berta Cohen, geb. Rosenmann in Belgien geboren. Nach dem Einmarsch der Wehrmacht in Belgien wurde Alice im Kloster Templeuve versteckt, wo sie mit Hilfe die NS-Zeit überleben konnte. |
| Hauptstraße 16 ·               | 5. Dez. 2022   | Hier wohnte Berta Cohen Geb. Rosenmann Jg. 1915 Flucht 1939 Belgien Mit Hilfe Überlebt                                                               | Stolperstein Viersen: Cohen, Berta            | Berta Rosemann wurde am 29.05.1915 als Tochter von Simon und Feiga Rosenmann in Viersen geboren, ein Bruder (Hermann) ist bekannt. Berta heiratete Hermann Cohen, eine Tochter (Alice) ist bekannt. Über Köln konnte Berta am 05.04.1939 nach Brüssel flüchten, wo sie mit Hilfe die NS-Zeit überleben konnte. |
| Hauptstraße 16 ·               | 5. Dez. 2022   | Hier wohnte Hermann Cohen Jg. 1906 'Schutzhaft' 1938 Dachau Flucht 1939 Belgien Interniert Drancy Deportiert 1943 Auschwitz 1945 Buchenwald Ermordet | Stolperstein Viersen: Cohen, Hermann          | Hermann Cohen wurde am 09.07.1906 in Kerpen geboren, als Beruf wird Koch angegeben. Am 28.10.1938 heiratete er Berta Rosenmann, eine Tochter (Alice) ist bekannt. In der Reichspogromnacht wurden Hermann Cohen, sein Schwiegervater Simon Rosenmann und sein Schwager Hermann Rosenmann festgenommen und im KZ Dachau in Schutzhaft genommen. Nach der Entlassung erhielten Hermann (Rosenmann), Berta und Hermann (Cohen) ein Ausreisevisum nach Paraguay und verließen Viersen am 05.04.1939 in Richtung Belgien. Hermann flüchtete mit seinem Schwager weiter in Richtung Schweiz, wurde aber von der SS gefangen genommen und in das Sammellager Drancy verbracht. Von dort aus wurde er am 07.09.1943 ins KZ Auschwitz transportiert und am 26.01.1945 ins KZ Buchenwald deportiert, wo er ermordet wurde. |
| Hauptstraße 16 ·               | 5. Dez. 2022   | Hier wohnte Feiga Rosenmann Geb. Kesten Jg. 1887 Gedemütigt /Entrechtet Tot 19. April 1940                                                           | Stolperstein Viersen: Rosenmann, Feiga        | Feiga Kesten wurde am 12.03.1887 in Pidwolotschysk geboren, sie heiratete am 05.02.1912 in Mönchengladbach Simon Rosenmann, zwei Kinder (Berta und Hermann) sind bekannt. Gedemütigt und entrechtet erkrankte Feiga schwer und verstarb am 19.04.1940 im damaligen Viersener Krankenhaus „Maria-Hilf“. Ihr Garb ist auf dem jüdischen Teil des Friedhofs Auf der Löh in Viersen zu finden. |
| Hauptstraße 16 ·               | 5. Dez. 2022   | Hier wohnte Hermann Rosenmann Jg. 1920 'Schutzhaft' 1938 Dachau Flucht 1939 Belgien Mit Hilfe Überlebt                                               | Stolperstein Viersen: Rosenmann, Hermann      | Hermann Rosenmann wurde am 09.07.1920 als Sohn von Simon und Feiga Rosenmann in Viersen geboren, eine Schwester (Berta) ist bekannt. Als Beruf von Hermann wird Handlungsreisender genannt. In der Reichspogromnacht wurden Hermann, sein Vater Simon und sein Schwager Hermann Cohen festgenommen und im KZ Dachau in Schutzhaft genommen. Nach der Entlassung erhielten Hermann (Rosenmann), Berta und Hermann (Cohen) ein Ausreisevisum nach Paraguay und verließen Viersen am 05.04.1939 in Richtung Belgien. Hermann flüchtete mit seinem Schwager weiter in Richtung Schweiz, die Flucht misslang aber. Mit Hilfe konnte er in Belgien überleben, er verstarb am 07.05.1994 in Brüssel. |
| Hauptstraße 16 ·               | 5. Dez. 2022   | Hier wohnte Simon Rosenmann Jg. 1887 'Schutzhaft' 1938 Dachau Tot 22. Feb. 1942 Viersen                                                              | Stolperstein Viersen: Rosenmann, Simon        | Simon Rosenmann wurde am 15.10.1887 in Pidwolotschysk geboren, er heiratete am 05.02.1912 in Mönchengladbach Feiga Rosenmann, zwei Kinder (Berta und Hermann) sind bekannt. Simon betrieb mit seiner Ehefrau ein Schuhgeschäft auf der Viersener Hauptstraße (Nr. 14a). In der Reichspogromnacht wurden Simon, sein Sohn Hermann sowie sein Schwiegersohn Hermann Cohen festgenommen und im KZ Dachau in Schutzhaft genommen. Gedemütigt und entrechtet verstarb am 22.02.1942 im damaligen Viersener Krankenhaus „Maria-Hilf“. Ihr Garb ist auf dem jüdischen Teil des Friedhofs Auf der Löh (Grab Nr. 17) in Viersen zu finden. |
| Hauptstraße 137/139 ·          | 16. Juni 2021  | Hier wohnte Sophie Katzenstein geb. Fassbender Jg. 1886 Flucht 1939 Palästina                                                                        | Stolperstein Viersen: Katzenstein, Sophie     | Sophie Fassbender wurde 1886 in Remagen geboren, sie heiratete 1908 David Katzenstein, eine Tochter ist bekannt: Lieselotte (*1909). David und Sophie emigrierten am 2.2.1939 nach Palästina, wo die Familie der Tochter Lieselotte seit September 1938 war. |
| Hauptstraße 137/139 ·          | 16. Juni 2021  | Hier wohnte David Katzenstein Jg. 1876 Flucht 1939 Palästina                                                                                         | Stolperstein Viersen: Katzenstein, David      | David Katzenstein wurde 1876 in Rhina geboren, als Beruf wird Kaufmann angegeben. David eröffnete 1907 auf der Hauptstraße in Viersen das Kaufhaus Katzenstein & Co. Er heiratete 1908 Sophie Fassbender, eine Tochter ist bekannt: Lieselotte (*1909). David wurde (wie alle männlichen Juden aus Viersen) im November 1938 in das Gefängnis in Anrath gebracht; er wurde am 19.11.1938 wieder entlassen. David und Sophie emigrierten am 2. Februar 1939 nach Palästina, wo die Tochter Lieselotte mit Ehemann und Sohn schon seit September 1938 war. David starb 1948 in Tel Aviv. |
| Kaiserstraße 18 ·              | 10. Dez. 2020  | Hier wohnte Richard Goossens Jg. 1909 Eingewiesen 1926 Pflegeheim Waldniel-Hostert 'Verlegt' Heilanstalt Meseritz-Obrawalde Ermordet 14.5.1943       | Stolperstein Viersen: Goossens, Richard       | Richard Goossens wurde am 09.09.1909 als drittes Kind der Eheleute Johann Konrad und Maria Katharina Goossens (geb. Dückers) in Unterweiden bei Kempen geboren. Er war infolge einer Zangengeburt geistig behindert, lief oft von zuhause weg und betete laut. Im Alter von 17 Jahren wurde er vom Fürsorgeamt Viersen gegen den Willen der Eltern ins Pflegeheim Waldniel-Hostert deportiert. Am 11.07.1939 wurde Richard ins ehemalige Pflegeheim für Behinderte an der Blumenbergerstraße in Mönchengladbach verlegt. Von dort aus wurde er am 11.05.1943 in die Heil- und Pflegeanstalt Obrawalde deportiert, wo er am 14.05.1943 ermordet wurde. Auf dem Totenschein wurde behauptet, er wäre an Lungenentzündung gestorben.                                                                                |
| Kaiserstraße 42 ·              | 17. Dez. 2008  | Hier wohnte Jakob Heymann Jg. 1888 Deportiert 1942 Ermordet in Theresienstadt                                                                        | Stolperstein Viersen: Heymann, Jakob          | Jakob Heymann wurde am 16.10.1888 in Schneidemühl geboren. Jakob wurde am 25.07.1942 ab Düsseldorf mit dem Transport VII/2 (no. 525) ins Ghetto Theresienstadt deportiert und am 06.10.1944 mit dem Transport Transport Eo (no. 1436) ins KZ Auschwitz deportiert, wo er ermordet wurde. |
| Kaiserstraße 42 ·              | 17. Dez. 2008  | Hier wohnte Sibilla Heymann Geb. Mähler Jg. 1879 Deportiert 1942 Ermordet in Theresienstadt                                                          | Stolperstein Viersen: Heymann, Sibilla        | Sibilla Mähler wurde am 09.03.1879 in Viersen geboren. Sibilla wurde am 25.07.1942 ab Düsseldorf mit dem Transport VII/2 (no. 529) ins Ghetto Theresienstadt deportiert und starb dort am 9. Juni 1943. |
| Königsallee 22a ·              | 5. Dez. 2022   | Hier wohnte Irene Levy Verh. Bönheim Jg. 1917 Flucht 1939 England USA                                                                                | Stolperstein Viersen: Levy, Irene             | Irene Levy wurde am 02.10.1917 als Tochter von Leopold und Charlotte Levy in Mönchengladbach geboren, zwei Schwestern (Gudrun und Carola) sind bekannt. Irene konnte am 25.08.1938 in die USA (Grand Rapids) fliehen. |
| Königsallee 22a ·              | 5. Dez. 2022   | Hier wohnte Gudrun Levy Verh. Gordon Jg. 1931 Flucht 1939 England USA                                                                                | Stolperstein Viersen: Levy, Gudrun            | Gudrun (strittig: Diese Quelle nennt Erika als Vornamen) Levy wurde am 17.09.1931 als Tochter von Leopold und Charlotte Levy in Viersen geboren, zwei Schwestern (Irene und Carola) sind bekannt. Gudrun konnte am 17.01.1939 über Brüssel, England in die USA (Louisville) fliehen. |
| Königsallee 22a ·              | 5. Dez. 2022   | Hier wohnte Carola Levy Verh. Harris Jg. 1916 Flucht 1939 England USA                                                                                | Stolperstein Viersen: Levy, Carola            | Carola Levy wurde am 29.07.1916 als Tochter von Leopold und Charlotte Levy in Mönchengladbach geboren, zwei Schwestern (Gudrun und Irene) sind bekannt. Carola konnte am 17.01.1939 über London in die USA (Irvington) fliehen. |
| Königsallee 22a ·              | 5. Dez. 2022   | Hier wohnte Charlotte Levy Geb. Liffgens Jg. 1895 Flucht 1939 England USA                                                                            | Stolperstein Viersen: Levy, Charlotte         | Charlotte Liffgens wurde am 25.07.1895 in Trabelsdorf geboren, sie heiratete Leopold Levy, drei Töchter (Gudrun, Irene und Carola) sind bekannt. Charlotte und Leopold konnten am 06.06.1939 über Hunton (GB) in die USA (Louisville, später New York) fliehen. |
| Königsallee 22a ·              | 5. Dez. 2022   | Hier wohnte Leopold Levy Jg. 1882 Flucht 1939 England USA                                                                                            | Stolperstein Viersen: Levy, Leopold           | Leopold Levy wurde am 20.06.1882 als Sohn der Eheleute Jacob Levi und Rosa Liefges (andere Quellen nennen Liffgens als Nachnamen) in Viersen geboren. Er heiratete Charlotte Liffgens, drei Töchter (Gudrun, Irene und Carola) sind bekannt. Leopold betrieb ein Bankhaus auf der Königsallee in Viersen. Charlotte und Leopold konnten am 06.06.1939 über Hunton (GB) in die USA (Louisville, später New York) fliehen, Leopold verstarb am 01.06.1952 in New York. |
| Konrad-Adenauer-Ring 11 ·      | 10. Dez. 2020  | Hier wohnte Alfred Höhn Jg. 1920 Deportiert 1941 Riga Ermordet                                                                                       | Stolperstein Viersen: Höhn, Alfred            | Alfred Höhn wurde am 26.05.1920 (Strittig: Diese Quelle nennt den 26.12.1920 als Geburtstag) als Sohn von Karl Höhn und Sibilla Höhn, geb. Gimnicher in Viersen geboren, als Beruf wird Arbeiter angegeben. Vier Geschwister sind bekannt: Alma, Helene, Jakob und Lieselotte. Alfred wurde am 11.12.1941 ab Düsseldorf ins Ghetto Riga deportiert, wo er für tot erklärt wurde. |
| Konrad-Adenauer-Ring 11 ·      | 10. Dez. 2020  | Hier wohnte Alma Höhn Jg. 1919 Deportiert 1941 Riga 1944 Stutthof Ermordet                                                                           | Stolperstein Viersen: Höhn, Alma              | Alma Höhn wurde am 29.04.1919 als Tochter von Karl Höhn und Sibilla Höhn, geb. Gimnicher in Viersen geboren, als Beruf wird Hausangestellte und Näherin angegeben. Vier Geschwister sind bekannt: Alfred, Helene, Jakob und Lieselotte. Alma wurde am 11.12.1941 ab Düsseldorf ins Ghetto Riga deportiert, am 09.08.1944 ins KZ Stutthof deportiert, wo sie ermordet wurde. |
| Konrad-Adenauer-Ring 11 ·      | 10. Dez. 2020  | Hier wohnte Helene Höhn Jg. 1914 Deportiert 1941 Riga 1944 Stutthof Ermordet                                                                         | Stolperstein Viersen: Höhn, Helene            | Helene Höhn wurde am 09.06.1914 als Tochter von Karl Höhn und Sibilla Höhn, geb. Gimnicher in Viersen geboren. Vier Geschwister sind bekannt: Alfred, Alma, Jakob und Lieselotte. Helene wurde am 11.12.1941 ab Düsseldorf ins Ghetto Riga deportiert, am 09.08.1944 ins KZ Stutthof deportiert, wo sie ermordet wurde. |
| Konrad-Adenauer-Ring 11 ·      | 10. Dez. 2020  | Hier wohnte Jakob Höhn Jg. 1913 Deportiert 1941 Riga 1943 Auschwitz Ermordet                                                                         | Stolperstein Viersen: Höhn, Jakob             | Jakob Höhn wurde am 27.03.1913 als Sohn von Karl Höhn und Sibilla Höhn, geb. Gimnicher in Viersen geboren, als Beruf wird Weber angegeben. Vier Geschwister sind bekannt: Alfred, Alma, Helene und Lieselotte. Jakob wurde 1941 nach einer Verurteilung wegen „Rassenschande“ in das KZ Börgermoor überstellt. Von dort gelangte er in das KZ Auschwitz, wo er am 13.02.1943 verstarb. |
| Konrad-Adenauer-Ring 11 ·      | 10. Dez. 2020  | Hier wohnte Lieselotte Höhn Jg. 1922 Deportiert 1941 Riga 1944 Stutthof Befreit                                                                      | Stolperstein Viersen: Höhn, Lieselotte        | Lieselotte Höhn wurde am 26.06.1922 als Tochter von Karl Höhn und Sibilla Höhn, geb. Gimnicher in Viersen geboren. Vier Geschwister sind bekannt: Alfred, Alma, Helene und Jakob. Lieselotte wurde am 11.12.1941 ab Düsseldorf ins Ghetto Riga deportiert, am 09.08.1944 ins KZ Stutthof deportiert. Sie überlebte und ist im Juni 1945 wieder nach Viersen zurückgekehrt. |
| Konrad-Adenauer-Ring 11 ·      | 10. Dez. 2020  | Hier wohnte Sibilla Höhn Geb. Gimnicher Jg. 1890 Deportiert 1941 Riga Ermordet                                                                       | Stolperstein Viersen: Höhn, Sibilla           | Sibilla Gimnicher wurde am 10.03.1890 in Viersen geboren, als Beruf wird Zeitungsausträgerin angegeben. Sie heiratete im März 1913 Karl Höhn (†04.04.1932), fünf Kinder sind bekannt: Alfred, Alma, Helene, Jakob und Lieselotte. Sibilla wurde am 11.12.1941 ab Düsseldorf ins Ghetto Riga deportiert, wo sie für tot erklärt wurde. |
| Petersstraße 25 ·              | 17. Dez. 2008  | Hier wohnte Erich Simons Jg. 1919 Deportiert 1942 Ermordet in Riga                                                                                   | Stolperstein Viersen: Simons, Erich           | Erich Simons wurde im Jahr 1919 in Viersen geboren. Am 27.10.1941 wurde er ab Düsseldorf ins Ghetto Litzmannstadt deportiert, wo er ermordet wurde. |
| Rektoratstraße 9 ·             | 10. Dez. 2020  | Hier wohnte Bela Miltz Jg. 1941 Deportiert 1941 Riga Ermordet                                                                                        | Stolperstein Viersen: Miltz, Bela             | Bela Miltz wurde am 18.04.1941 als Tochter von Rudolf Miltz und Frieda Miltz, geb. Cahn in Viersen geboren, drei Geschwister sind bekannt: Hilde, Irene und Josef. Bela wurde am 11.12.1941 ab Düsseldorf ins Ghetto Riga deportiert, wo sie ermordet wurde. |
| Rektoratstraße 9 ·             | 10. Dez. 2020  | Hier wohnte Frieda Miltz Geb. Cahn Jg. 1901 Deportiert 1941 Riga Ermordet                                                                            | Stolperstein Viersen: Miltz, Frieda           | Frieda Cahn wurde am 01.07.1901 als Tochter von Jakob und Hermine Cahn in Rheydt geboren, drei Geschwister sind bekannt: Erna Julie (*1903), Moritz (*1905) und Josef (*1908). Am 22.06.1923 heiratete Frieda Rudolf Miltz, vier Kinder sind bekannt: Hilde, Irene, Josef und Bela. Frieda wurde am 11.12.1941 ab Düsseldorf ins Ghetto Riga deportiert, wo sie ermordet wurde. |
| Rektoratstraße 9 ·             | 10. Dez. 2020  | Hier wohnte Hilde Miltz Verh. Schawlow Jg. 1924 Deportiert 1941 Riga Ermordet                                                                        | Stolperstein Viersen: Miltz, Hilde            | Hilde Miltz wurde am 20.11.1924 als Tochter von Rudolf Miltz und Frieda Miltz, geb. Cahn in Viersen geboren, drei Geschwister sind bekannt: Bela, Irene und Josef. Hilde wurde am 11.12.1941 ab Düsseldorf ins Ghetto Riga deportiert, wo sie vermutlich den Mithäftling Max Schawlow heiratete. Beide wurden im August 1944 aus Riga ins KZ Stutthof verschleppt, wo Hilde ermordet wurde. |
| Rektoratstraße 9 ·             | 10. Dez. 2020  | Hier wohnte Irene Miltz Jg. 1930 Deportiert 1941 Riga Ermordet                                                                                       | Stolperstein Viersen: Miltz, Irene            | Irene Miltz wurde am 15.12.1930 als Tochter von Rudolf Miltz und Frieda Miltz, geb. Cahn in Viersen geboren, drei Geschwister sind bekannt: Bela, Hilde und Josef. Irene wurde am 11.12.1941 ab Düsseldorf ins Ghetto Riga deportiert, wo sie ermordet wurde. |
| Rektoratstraße 9 ·             | 10. Dez. 2020  | Hier wohnte Josef Miltz Jg. 1936 Deportiert 1941 Riga Ermordet                                                                                       | Stolperstein Viersen: Miltz, Josef            | Josef Miltz wurde am 11.02.1936 als Sohn von Rudolf Miltz und Frieda Miltz, geb. Cahn in Viersen geboren, drei Geschwister sind bekannt: Bela, Hilde und Josef. Josef wurde am 11.12.1941 ab Düsseldorf ins Ghetto Riga deportiert, wo er ermordet wurde. |
| Rektoratstraße 9 ·             | 10. Dez. 2020  | Hier wohnte Rudolf Miltz Jg. 1900 'Schutzhaft' 1938 Dachau Deportiert 1941 Riga Ermordet                                                             | Stolperstein Viersen: Miltz, Rudolf           | Rudolf Miltz wurde am 30.08.1900 in Wien geboren. Er heiratete am 22.06.1923 Frieda Cahn, vier Kinder sind bekannt: Hilde, Irene, Josef und Bela. Zwischen dem 17.11.1938 und dem 07.03.1939 war Rudolf als Schutzhäftling im KZ Dachau inhaftiert. Am 11.12.1941 wurde er ab Düsseldorf ins Ghetto Riga deportiert, wo er ermordet wurde. |
| Rektoratstraße 13/15 ·         | 16. Juni 2021  | Hier wohnte Hermine Cahn geb. Michaelis Jg. 1874 Flucht 1939 Südafrika                                                                               | Stolperstein Viersen: Cahn, Hermine           | Hermine Michaelis wurde am 03.06.1874 in Halle (Saale) geboren, sie heiratete Jakob Cahn, vier Kinder sind bekannt: Frieda (*1901), Erna Julie (*1903), Moritz (*1905) und Josef (*1908). In der Reichspogromnacht wurde das Haus der Familie schwer beschädigt. Jakob und Hermine emigrierten darauf am 15.07.1939 nach Johannesburg. Hermine starb am 20. Oktober 1945. |
| Rektoratstraße 13/15 ·         | 16. Juni 2021  | Hier wohnte Jakob Cahn Jg. 1873 Flucht 1939 Südafrika                                                                                                | Stolperstein Viersen: Cahn, Jakob             | Jakob Cahn wurde am 25.08.1875 in Rheydt geboren, als Beruf wird Kaufmann angegeben. Er heiratete Hermine Michaelis, vier Kinder sind bekannt: Frieda (*1901), Erna Julie (*1903), Moritz (*1905) und Josef (*1908). In der Reichspogromnacht wurde das Haus der Familie schwer beschädigt. Jakob und Hermine emigrierten darauf am 15.07.1939 nach Johannesburg. Jakob starb am 14.08.1956 nach einem Unfall. |
| Rektoratstraße 13/15 ·         | 16. Juni 2021  | Hier wohnte Moritz Cahn Jg. 1905 Flucht 1939 Südafrika                                                                                               | Stolperstein Viersen: Cahn, Moritz            | Moritz Cahn wurde im Jahr 1905 als Sohn von Jakob Cahn und seiner Ehefrau Hermine Cahn, geb. Michaelis in Rheydt geboren, drei Geschwister sind bekannt: Frieda (*1901), Erna Julie (*1903) und Josef (*1908). Moritz und Josef emigrierten (wahrscheinlich vor ihren Eltern) nach Johannesburg, das weitere Schicksal ist unbekannt. |
| Rektoratstraße 13/15 ·         | 16. Juni 2021  | Hier wohnte Josef Cahn Jg. 1908 Flucht 1939 Südafrika                                                                                                | Stolperstein Viersen: Cahn, Josef             | Josef Cahn wurde im Jahr 1908 als Sohn von Jakob Cahn und seiner Ehefrau Hermine Cahn, geb. Michaelis in Rheydt geboren, drei Geschwister sind bekannt: Frieda (*1901), Erna Julie (*1903) und Moritz (*1905). Moritz und Josef emigrierten (wahrscheinlich vor ihren Eltern) nach Johannesburg, das weitere Schicksal ist unbekannt. |

## Verlegte Stolperschwellen
In Viersen wurden zwei Stolperschwellen verlegt:
| Foto                                   | Inschrift | Adresse           | Verlegedatum  | Informationen |
| -------------------------------------- | --- | ----------------- | ------------- | --- |
|                                        | ?? | Johannisstraße 70 | 27. Jan. 2025 | Wegen Schäden am Verlegungsort konnte die Stolperschwelle nicht am geplanten Termin verlegt werden. Lt. Auskunft der Klinik wird dies nach Abschluss der notwendigen Arbeiten nachgeholt. |
| Stolperschwelle Rathausmarkt (Viersen) | VIERSEN 1940–1945 MEHR ALS 6500 MENSCHEN NACH VIERSEN VERSCHLEPPT ZWANGSARBEIT BEI STAATLICHEN BAUMASSNAHMEN, IN INDUSTRIEUNTERNEHMEN UND HANDWERKSBETRIEBEN, BEI BAUERN UND IN PRIVATHAUSHALTEN WEGEN DER SCHLECHTEN LEBENSBEDINGUNGEN, BEI ARBEITSUNFÄLLEN UND BOMBENANGRIFFEN STARB EINE NICHT BEKANNTE ANZAHL VON IHNEN. | Rathausmarkt      | 17. Juni 2025 | Die 1,2 Meter breite Stolperschwelle wurde auf Antrag der Initiative „Niewieder“, dem „Verein für Heimatpflege Viersen“ und dem „Verein Förderung der Erinnerungskultur Viersen 1933–1945“ verlegt und am 17.06.2025 von der Viersener Bürgermeisterin Sabine Anemüller feierlich enthüllt. In ihrer Rede wies sie darauf hin, dass diese Opfergruppe der nationalsozialistischen Diktatur nicht vergessen wird, dass an sie in würdevoller Weise erinnert und das Wissen über das System Zwangsarbeit weiter verbreitet wird. |